# Karl May

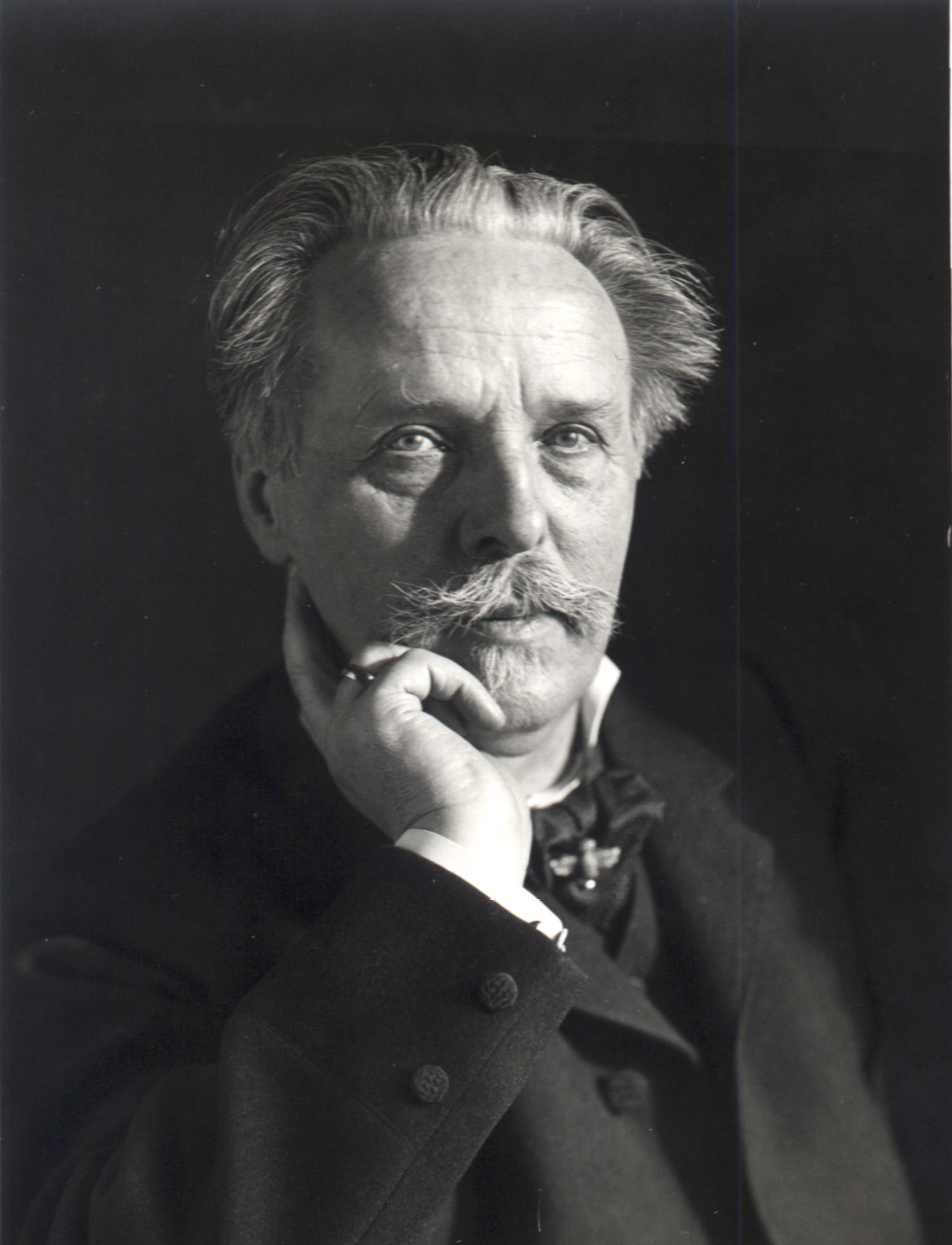
Karl May (1907)

Karl Friedrich May (* 25. Februar 1842 in Ernstthal, Schönburgische Herrschaften; † 30. März 1912 in Radebeul; eigentlich Carl Friedrich May) war ein deutscher Schriftsteller und einer der produktivsten Autoren von Abenteuerromanen. Er ist einer der meistgelesenen Schriftsteller deutscher Sprache. Die weltweite Auflage seiner Werke wird auf 200 Millionen geschätzt, davon 100 Millionen in Deutschland.
Bekannt wurde er vor allem durch seine sogenannten Reiseerzählungen, die vorwiegend im Nahen Osten, in den Vereinigten Staaten und im Mexiko des 19. Jahrhunderts angesiedelt sind. Besondere Berühmtheit erlangten die in drei Bänden zusammengefassten Geschichten um den Indianer Winnetou. Viele seiner Werke wurden verfilmt, für die Bühne adaptiert, zu Hörspielen verarbeitet oder als Comics umgesetzt.

## Leben

### Jugend

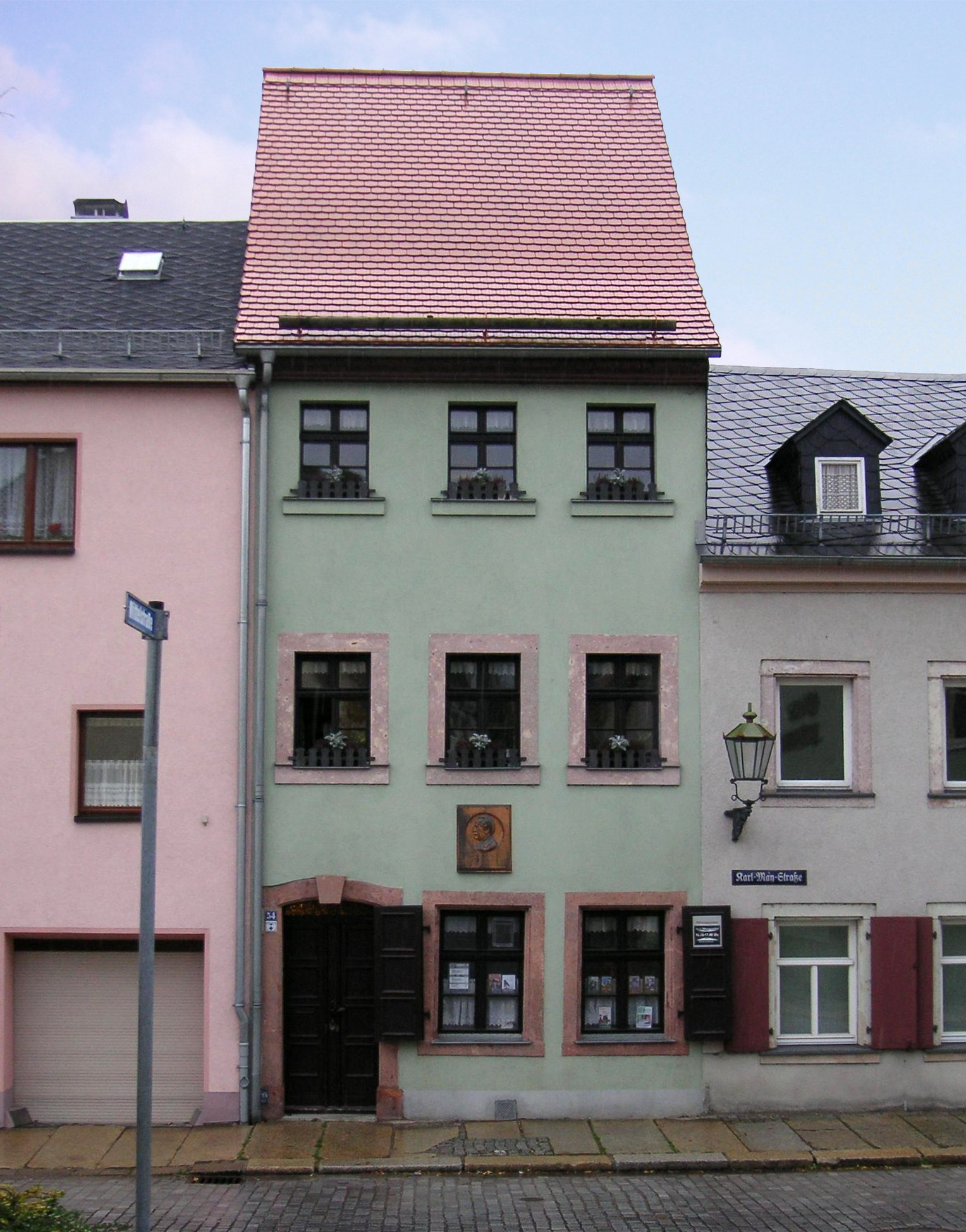
Karl Mays Geburtshaus in Hohenstein-Ernstthal

Karl May entstammte einer armen Weberfamilie. Seine Eltern waren Heinrich August May und Wilhelmine Christiane Weise. Er war das fünfte von vierzehn Kindern, von denen neun bereits in ihren ersten Lebensmonaten starben. Nach Mays eigenen Angaben erblindete er als Kleinkind und konnte erst in seinem fünften Lebensjahr durch Carl Friedrich Haase geheilt werden. Diese frühkindliche Blindheit, für die es außer Mays eigenen Hinweisen keinerlei Belege gibt, wurde von der späteren Karl-May-Forschung mit verschiedenen Ursachen erklärt (u. a. mit Vitamin-A-Mangel), teilweise aber auch angezweifelt.

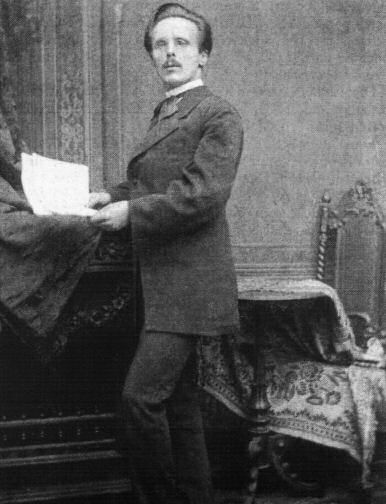
Erstes bekanntes Foto Mays: Redakteur um 1875

Von 1848 bis 1856 besuchte May die Volksschule in Ernstthal. Der ehrgeizige Vater Heinrich August May wollte seinem einzigen überlebenden Sohn Karl bessere Chancen verschaffen, als er selbst gehabt hatte; er zwang den Jungen, ganze Bücher abzuschreiben, und trieb ihn zum Selbststudium wissenschaftlicher Werke. May wurde aber auch vom Ernstthaler Kantor Samuel Friedrich Strauch besonders gefördert und erhielt privaten Musik- und Kompositionsunterricht. Sein erstes Geld verdiente er nach eigener Darstellung im Alter von zwölf Jahren als Kegeljunge. Die mitunter recht derben Gespräche der Kegler seien durch den wie ein Hörrohr wirkenden „Kegelschub“ auch am Ende der Bahn verständlich gewesen. Bei dieser Gelegenheit habe er auch die ersten Heimkehrer aus der Neuen Welt getroffen, die ihm von den Vereinigten Staaten erzählten.

### Kriminalität
Ab 1856 studierte May als Proseminarist am Lehrerseminar in Waldenburg. Dort wurde er im Januar 1860 wegen Unterschlagung von sechs Kerzen ausgeschlossen. Auf dem Gnadenweg wurde ihm ein Weiterstudium am Lehrerseminar Plauen ermöglicht. Nach seiner mit der Gesamtnote gut bestandenen Abschlussprüfung im September 1861 war er zunächst kurz als Hilfslehrer an der Armenschule in Glauchau und dann ab Anfang November 1861 als Lehrer an der Fabrikschule der Firmen Solbrig und Clauß in Altchemnitz tätig. Seine Lehrerlaufbahn endete aber bereits nach wenigen Wochen, als die Anzeige eines Zimmergenossen wegen „widerrechtlicher Benutzung fremder Sachen“ – May hatte dessen Reserve-Taschenuhr zwar mit Erlaubnis im Unterricht benutzt, aber ohne Absprache mit in die Weihnachtsferien genommen – zu einer sechswöchigen Haftstrafe führte und May anschließend als Vorbestrafter aus der Liste der Lehramtskandidaten gestrichen wurde.
In den beiden folgenden Jahren gab May in seinem Heimatort Privatunterricht, komponierte und deklamierte. Existenzsichernd waren diese Beschäftigungen allerdings nicht, sodass er 1864 mit verschiedenen Gaunereien begann. In der Folge wurde er wegen Diebstahls, Betrugs und Hochstapelei steckbrieflich gesucht. Er hatte sich unter anderem auf dem Leipziger Brühl unter falschem Namen einen Pelzmantel erschlichen und diesen in einem Leihamt für zehn Taler versetzen lassen. Dabei wurde er verhaftet und 1865 zu vier Jahren Arbeitshaus verurteilt, von denen er dreieinhalb Jahre im Arbeitshaus Schloss Osterstein in Zwickau verbüßte. Aufgrund guter Führung wurde er „besonderer Schreiber“ des Gefängnisinspektors Alexander Krell, dem er für Fachaufsätze zuarbeitete. Für seine eigene geplante Schriftstellerkarriere legte er in dieser Zeit eine Liste mit über hundert Titeln und Sujets an (Repertorium C. May), von denen er einige nachweislich umsetzte.
Nach seiner Freilassung scheiterten allerdings erneut alle Versuche Mays, eine bürgerliche Existenz aufzubauen, und er nahm die Betrügereien und Diebstähle wieder auf. Oftmals stand die Beute in keinem Verhältnis zum Aufwand. Nach einer ersten Festnahme im Juli 1869 gelang ihm die Flucht während eines Gefangenentransports. Im Januar 1870 wurde er schließlich im böhmischen Niederalgersdorf wegen Landstreicherei festgenommen. Auf dem Polizeirevier nannte er sich Albin Wadenbach, behauptete, er komme von der Insel Martinique, sei der Sohn eines reichen Plantagenbesitzers und habe seine Personalpapiere auf seiner Reise nach Europa verloren. Erst nach einer mehrwöchigen Identitätsfeststellung wurde er als der gesuchte Kleinkriminelle Karl May erkannt und nach Sachsen überstellt.
Von 1870 bis 1874 saß er im Zuchthaus Waldheim ein. Für seine innere Wandlung, von der May über diese Zeit berichtet, machte er besonders den Anstaltskatecheten Johannes Kochta verantwortlich. Eine schriftstellerische Betätigung – wie von May später behauptet – war in Waldheim nicht möglich.

### Schriftstellerei
Nachdem May 1874 aus dem Zuchthaus entlassen worden war, kehrte er zu seinen Eltern nach Ernstthal zurück und begann zu schreiben. 1874 oder 1875 wurde zum ersten Mal eine Erzählung von May veröffentlicht (Die Rose von Ernstthal). Dabei kam ihm der Umstand zugute, dass sich in Deutschland die Zeitungslandschaft seit der Reichsgründung im Umbruch befand. Die Industrialisierung, die wachsende Alphabetisierung und die Gewerbefreiheit sorgten für zahlreiche Neugründungen im Verlagswesen, besonders im Bereich der Unterhaltungsblätter. Bereits in der Zeit zwischen seinen beiden längeren Haftstrafen hatte May nach eigenen Angaben Kontakt zu dem Dresdner Verleger Heinrich Gotthold Münchmeyer aufgenommen. Nun stellte dieser ihn als Redakteur in seinem Verlag ein, wo er unter anderem die Zeitschriften Der Beobachter an der Elbe und Schacht und Hütte herausgab. Damit war Mays Lebensunterhalt erstmals gesichert.
Er betreute verschiedene Unterhaltungsblätter und verfasste oder bearbeitete mit und ohne Namensnennung zahlreiche Beiträge. 1876 kündigte May, da man versuchte, ihn durch Heirat mit Münchmeyers Schwägerin dauerhaft an die Firma zu binden, und der Verlag einen schlechten Ruf hatte. Nach einer weiteren Anstellung als Redakteur beim Dresdner Verlag von Bruno Radelli wurde May ab 1878 freier Schriftsteller und zog mit seiner Freundin Emma Pollmer nach Dresden. Allerdings erbrachten seine Veröffentlichungen noch kein regelmäßiges Einkommen; aus dieser Zeit sind auch Mietrückstände und andere Schulden Mays belegt.
Fünf Jahre nach seiner Entlassung aus dem Zuchthaus wurde May 1879 in Stollberg wegen angeblicher Amtsanmaßung zu drei Wochen Arrest verurteilt: Ein Jahr vor seiner Heirat mit Emma Pollmer hatte er die Todesumstände ihres trunksüchtigen Onkels untersuchen wollen und sich deswegen als Beamter ausgegeben. Erst später konnte man nachweisen, dass die Verurteilung ein Fehlurteil gewesen war, weil er keine Amtshandlung vorgenommen hatte. 1880 heirateten Karl May und Emma Pollmer standesamtlich und kirchlich.

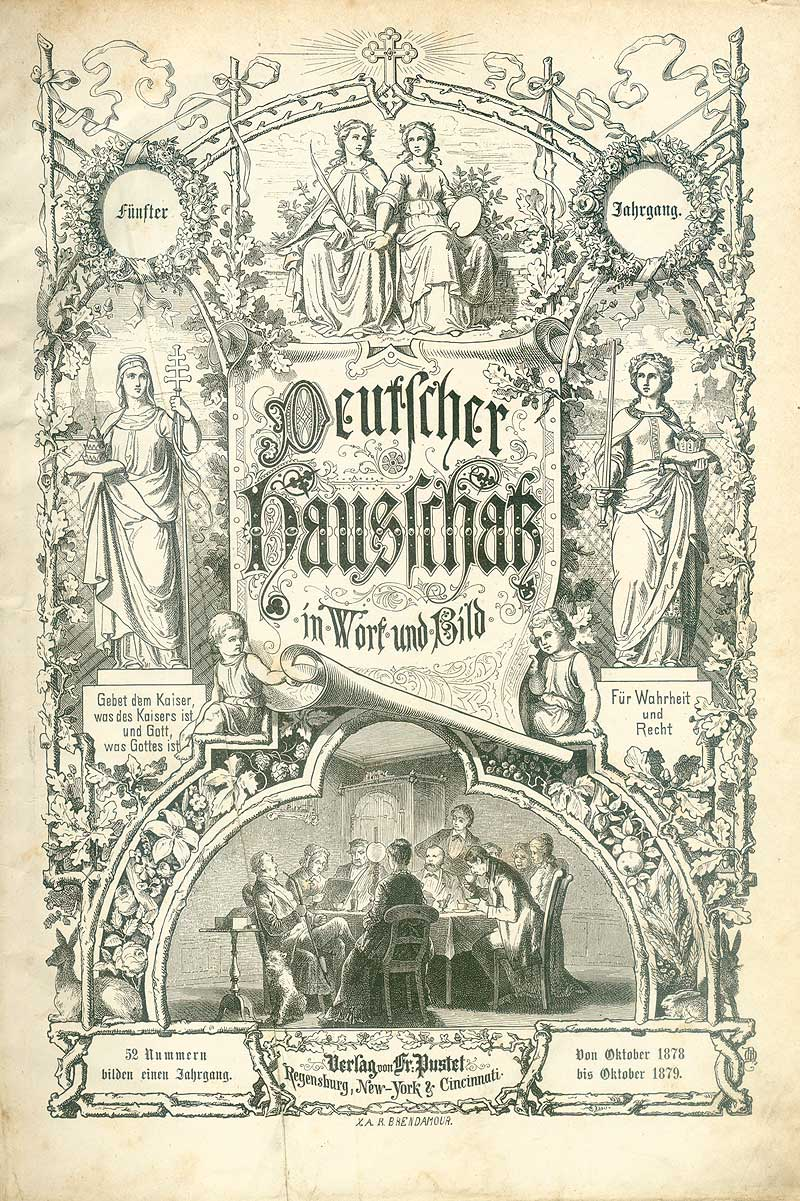
Im fünften Jahrgang erschien Mays erste Erzählung für den Deutschen Hausschatz

1879 erhielt er vom Deutschen Hausschatz, einer katholischen Wochenzeitung aus Regensburg, das Angebot, seine Erzählungen zuerst dort anzubieten. 1880 begann May mit dem Orientzyklus, den er, mit Unterbrechungen, bis 1888 fortsetzte. Parallel schrieb er noch für andere Zeitschriften und verwendete dabei verschiedene Pseudonyme und Titel, um sich seine Texte mehrfach honorieren zu lassen. So wurden bis zu seinem Tode über hundert Erzählungen in Fortsetzungen in diversen Zeitschriften veröffentlicht, darunter neben dem für Mays Karriere bedeutenden Deutschen Hausschatz (F. Pustet, Regensburg) auch die Knabenzeitschrift Der Gute Kamerad (W. Spemann, Stuttgart bzw. Union Deutsche Verlagsgesellschaft), in dem Mays Jugenderzählungen erschienen. 1882 kam es zu einem erneuten Kontakt mit H. G. Münchmeyer und May begann die Arbeit am ersten der fünf großen Kolportageromane für seinen früheren Arbeitgeber. Das Waldröschen wurde bis 1907 hunderttausendfach nachgedruckt. Dass May mit seinem alten Freund Münchmeyer nur einen mündlichen Vertrag schloss, sorgte später für anhaltende Rechtsstreitigkeiten.
Im Oktober 1888 zog May nach Kötzschenbroda, 1891 nach Oberlößnitz in die Villa Agnes. Der entscheidende Durchbruch kam für May mit dem Kontakt zu Friedrich Ernst Fehsenfeld, der nach einem Nachfolger für seinen bisherigen Hausautor Curt Abel suchte. Der Jungverleger kontaktierte May 1891 und bot ihm an, die Hausschatz-Erzählungen in Buchform herauszubringen. Mit dem Erfolg der 1892 begonnenen Reihe Carl May’s Gesammelte Reiseromane (ab 1896 Karl May’s Gesammelte Reiseerzählungen) gewann May erstmals finanzielle Sicherheit und Ruhm.
Allerdings wusste er bald nicht mehr zwischen Realität und Fiktion zu unterscheiden und verstieg sich mehr und mehr in die „Old-Shatterhand-Legende“. Er behauptete nicht nur, selbst Old Shatterhand zu sein und die Inhalte der Erzählungen tatsächlich erlebt zu haben, sondern ließ von einem Kötzschenbrodaer Büchsenmacher sogar die legendären Gewehre anfertigen, die heute im Karl-May-Museum Radebeul zu sehen sind: zunächst den „Bärentöter“ und die „Silberbüchse“, später auch den „Henrystutzen“. Seine Verleger und Redakteure unterstützten die Legende, indem sie u. a. Leserbriefe entsprechend beantworteten. Mays Leser, die der Gleichsetzung von Autor und Protagonist bereitwillig folgten, richteten in der Folge unzählige Briefe direkt an ihn, die er auch großteils persönlich beantwortete. Mehrere Leserreisen und Vorträge folgten. Ab 1896 ließ er sich im Allgemeinen deutschen Litteratur-Kalender von Joseph Kürschner als Übersetzer aus dem Arabischen, Türkischen, Persischen, Kurdischen und verschiedenen Indianerdialekten, später auch aus dem Chinesischen anführen. Im Juli 1897 lieferte er seinen späteren Gegnern weitere Angriffspunkte, indem er vor zahlreichen Zuhörern erklärte, er beherrsche 1200 Sprachen und Dialekte und sei als Nachfolger Winnetous der Befehlshaber über 35.000 Apachen. Personen, die seine Behauptungen hätten widerlegen können, ging May aus dem Weg.
Seit etwa 1875 führte Karl May einen Doktorgrad, ohne je promoviert oder auch nur eine Universität besucht zu haben. Dieser Grad wurde auch in Autorenverzeichnisse und ab 1888 sogar im Kötzschenbrodaer Melderegister aufgenommen. 1898 fehlte plötzlich der Doktorgrad im „Adreßbuch für Dresden und seine Vororte“; May bat um Korrektur und wurde mit der Frage nach einem Nachweis konfrontiert. Er erklärte, die Universität Rouen habe ihm den Grad verliehen. Außerdem habe er eine wenigstens gleichwertige chinesische Würde. Dennoch wurde ihm das Führen des Grads untersagt. May ließ die Sache mit dem Adressbuch auf sich beruhen, führte privat aber den Titel weiter. Im Herbst 1902 kümmerte sich vermutlich seine spätere Ehefrau Klara Plöhn wieder um die Angelegenheit und May erhielt eine aufwendig gestaltete Urkunde – datiert vom 9. Dezember 1902 – über eine Ehrendoktorwürde der Deutsch-Amerikanischen Universität in Chicago für das Werk Im Reiche des silbernen Löwen. Am 14. März 1903 beantragte May, da er wieder heiraten wollte, die (beschleunigte) Prüfung und lobte die ausstellende Hochschule, sie ziehe „aus Deutschland Lehrkräfte allerersten Ranges“ an. Schon vier Tage später wurde nach Prüfung die Führung eines Doktorgrads aufgrund dieser Urkunde abgelehnt, denn es handelte sich – wie May wenig später selbst recherchierte – bei der angeblichen Universität nur um eine Titelmühle. Damit war der Titel wertlos. May verteidigte 1904 seinen Doktorgrad in den Offenen Briefen an den „Dresdner Anzeiger“ zwar noch, gab das Führen aber dann auf.
Ende der 1890er Jahre unternahm er Vortragsreisen durch Deutschland und Österreich, ließ Autogrammkarten drucken und sich mit verkleideten Besuchern fotografieren. Im Dezember 1895 erfolgte der Umzug in die von den Gebrüdern Ziller erworbene Villa Shatterhand in Alt-Radebeul, die heute das Karl-May-Museum beherbergt.

### Plagiate
1910 publizierte der Benediktiner-Pater und Literaturwissenschaftler Ansgar Pöllmann im zweiten Februarheft der Halbmonatsschrift für schöne Literatur Über den Wassern einen seiner gegen May gerichteten Artikel mit dem Titel Ein literarischer Dieb, bei dem er einige (geografische) Quellen Mays identifizierte. Gegen ihn und den Herausgeber Expeditus Schmidt ging May deswegen gerichtlich vor.
Die Hinweise wurden aufgegriffen und May mit dem Vorwurf der Aneignung fremden geistigen Eigentums konfrontiert. Ihm wurde nachgewiesen, dass seine Erzählung Die Rache des Ehri, die erstmals 1878 unter dem Pseudonym Emma Pollmer, dem Namen seiner ersten Ehefrau, in der Zeitschrift Frohe Stunden erschien, weitgehend mit der 1868 veröffentlichten Erzählung Das Mädchen von Eimeo von Friedrich Gerstäcker (1816–1872) identisch ist.
Am 9. Mai 1910 sprach auch Egon Erwin Kisch May in einem Interview direkt auf den Plagiatsvorwurf in Hinsicht auf Gerstäcker an und erhielt die Antwort:

„Das bezieht sich auf die Geschichte Ehry, die vor vielen Jahren in einer Novellensammlung von mir veröffentlicht worden ist. Es handelt sich um eine Erzählung, zu der mir eine alte Geographie von Indien, in der sie erwähnt ist, Anlass gab, F. Gerstäcker, der selbst nie in Indien war, scheint nun die gleiche Geographie gelesen und in einer Novelle benützt zu haben. Daher die Übereinstimmung.“

Darüber hinaus gibt es zahlreiche weitere Übereinstimmungen mit dem Werk Gerstäckers sowie auch mit Werken von Gustave Aimard, Gabriel Ferry, Charles Sealsfield und anderen.
Allerdings arbeitete Karl May vorwiegend wissenschaftliche Quellen in sein Werk ein, z. B. ganze Absätze aus Lexika und Reiseberichten. Übernahmen aus literarischen Werken sind selten.

### Musikalische Betätigung
Mays praktische Musiziertätigkeit war bis zur Waldheimer Haft relativ umfangreich. Als Kind war er Kurrendaner und Kirchensolist, in Ernstthal als ausgebildeter Lehrer Chorleiter und Komponist mit Soloauftritten; er war Bläser, Organist und Arrangeur in Osterstein und Waldheim. Er konnte folgende Instrumente spielen: Klavier, Orgel, Violine, Gitarre und Alt-Horn. Zur Zeit seiner schriftstellerischen Vollbeschäftigung ab 1874 war es mit dem regelmäßigen Üben mit Sicherheit vorbei. May musizierte feierabends mit Münchmeyer in Blasewitz, er komponierte die Ernsten Klänge und spielte im Mai 1900 ein letztes Mal Orgel in Jerusalem. Im letzten Lebensjahrzehnt beschränkte er sich aufs Musikhören.

### Reisen
In den Jahren 1899 und 1900 bereiste Karl May erstmals tatsächlich den Orient. Im ersten Teil der Reise war er fast ein dreiviertel Jahr, nur begleitet von seinem Diener Sejd Hassan unterwegs und gelangte bis nach Sumatra. Im Dezember 1899 traf er mit seiner Frau und dem befreundeten Ehepaar Richard und Klara Plöhn zusammen. Sie setzten die Reise zu viert fort und kehrten im Juli 1900 nach Radebeul zurück. Während dieser anderthalb Jahre führte Karl May ein Reisetagebuch, das nur in Bruchstücken und Teilabschriften erhalten ist. Mays zweite Frau Klara überlieferte, dass er unterwegs zweimal einen Nervenzusammenbruch erlitten habe („befürchteten, ihn einer Irrenanstalt zuführen zu müssen“). Der Zustand soll beide Male etwa eine Woche angehalten haben und war – so vermuten Hans Wollschläger und Ekkehard Bartsch – „dem Einbrechen einer grellen Realität in seine [Mays] Traumwelt“ zuzuschreiben. May überwand die Krisen ohne die Hilfe eines Arztes.

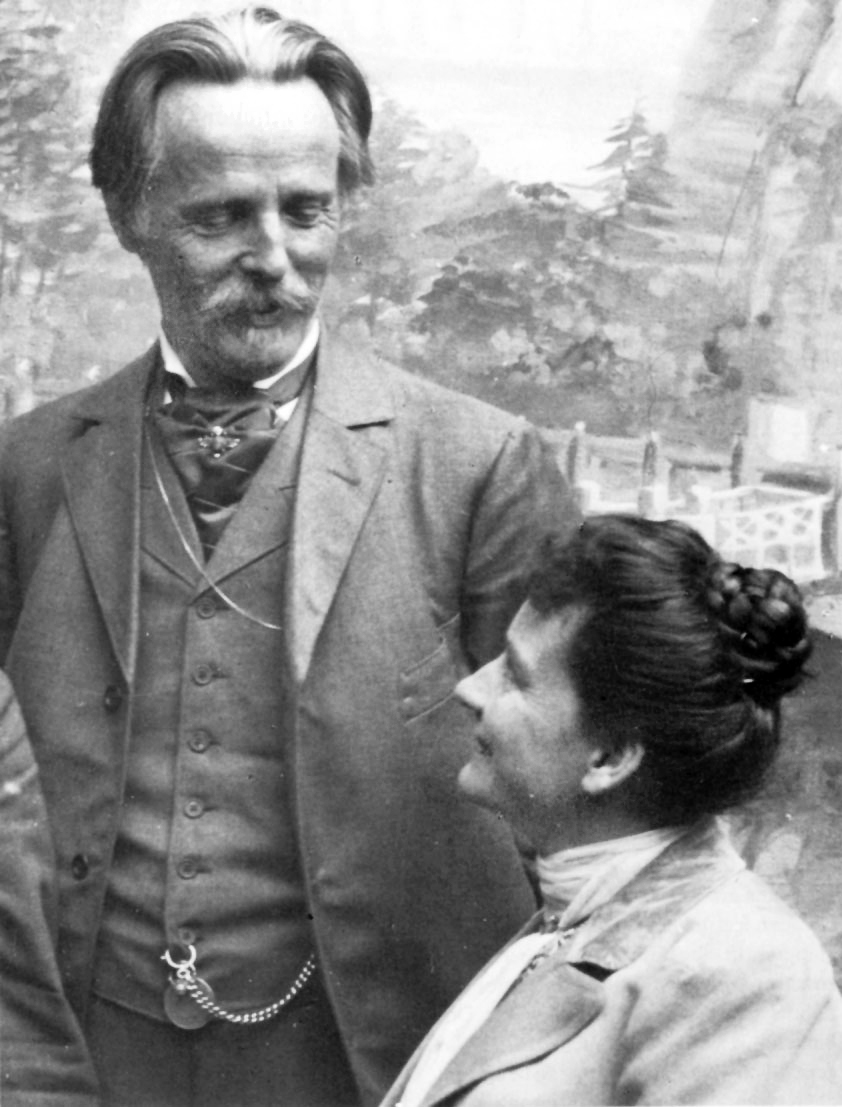
May mit seiner zweiten Ehefrau Klara im Jahr 1904

Parallel zu seiner Orientreise begannen ab 1899 heftige Angriffe auf May in der Presse, insbesondere betrieben von Hermann Cardauns und Rudolf Lebius. Sie kritisierten aus unterschiedlichen Beweggründen Mays Selbstreklame und die damit verbundene Old-Shatterhand-Legende. Gleichzeitig wurden ihm religiöse Heuchelei (er schrieb als Protestant Marienkalendergeschichten) und Unsittlichkeit, später auch seine Vorstrafen vorgehalten. Diese Vorwürfe und diverse Gerichtsverfahren wegen unerlaubter Buchveröffentlichungen begleiteten ihn bis zu seinem Tod.
Seine erste Ehe wurde 1903 auf Mays Wunsch geschieden. Emma May, die mit H. G. Münchmeyers Witwe Pauline befreundet war, hatte nach Mays Angaben Unterlagen verbrannt, die Mays mündlich mit Münchmeyer geschlossenen Verlagsvertrag hätten belegen können, sodass dieser Rechtsstreit nicht zu seinen Lebzeiten zugunsten Mays entschieden werden konnte. Noch im Jahr seiner Scheidung, am 30. März 1903, heiratete May Klara Plöhn, die inzwischen verwitwet war.

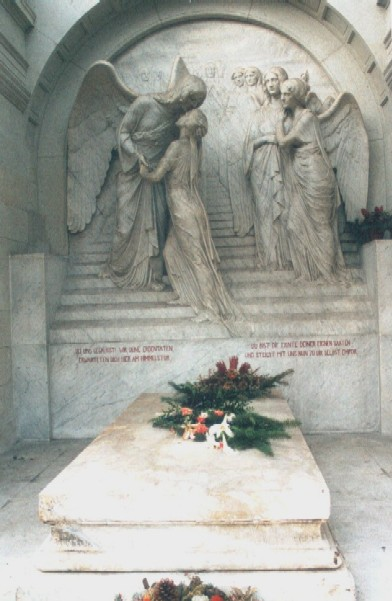
May-Grabmal mit Marmorrelief von Selmar Werner

1908 unternahm Karl May mit seiner Frau eine sechswöchige Amerikareise. Sie besuchten unter anderem Albany, Buffalo und die Niagarafälle und Freunde in Lawrence. Diese Reise diente May als Inspiration für sein Buch Winnetou IV.

### Letzte Jahre
Nach seiner Orientreise begann May, literarischer zu schreiben. Sein bisheriges Werk nannte er nachträglich eine bloße „Vorbereitung“. Jetzt begann er, komplexe allegorische Texte zu verfassen. Er war der Überzeugung, die „Menschheitsfragen“ (Wer sind wir? Woher kommen wir? Wohin gehen wir?) diskutieren oder gar lösen zu müssen, wandte sich bewusst dem Pazifismus zu und widmete dem Bestreben, den Menschen vom „Bösen“ zum „Guten“ zu erheben, mehrere Bücher.
Die Künstlerfreundschaft zu Sascha Schneider führte zu neuen symbolistischen Deckelbildern für die Fehsenfeld-Ausgabe.
Jubelnde Anerkennung erlebte May (nach Boykottdrohungen im Vorfeld der Veranstaltung) am 22. März 1912, als er auf Einladung des Akademischen Verbandes für Literatur und Musik in Wien den pazifistischen Vortrag Empor ins Reich der Edelmenschen hielt. Dabei kam es auch zum Zusammentreffen mit der befreundeten Friedensnobelpreisträgerin Bertha von Suttner, die nach Mays Tod am 5. April in der Zeit den Nachruf Einige Worte über Karl May veröffentlichte.
Am 30. März 1912, nur eine Woche nach seiner Wiener Rede, starb Karl May. Todesursache war laut Bestattungsbuch „Herzparalyse, acute Bronchitis, Asthma“. Jüngere Untersuchungen des Skeletts deuten auf eine chronische Bleivergiftung hin; zuvor wurde auch ein (unerkannter) Lungenkrebs nicht ausgeschlossen. May wurde auf dem Friedhof Radebeul-Ost im sogenannten May-Grabmal beigesetzt.

## Künstlerisches Schaffen
Karl May war, insbesondere mit seinen Kolportageromanen, einer der erfolgreichsten Trivialliteratur-Autoren des 19. Jahrhunderts in Deutschland. Seine Abenteuerromane und Jugenderzählungen wurden in mehr als 33 Sprachen übersetzt und erreichten eine Gesamtauflage von über 200 Millionen. Sie schildern Reisen zu exotischen Schauplätzen, wie in den Wilden Westen und den Vorderen Orient. Dabei wendet er sich von einem christlichen Standpunkt dem Schicksal der unterdrückten Völker zu.

Karl May als Old Shatterhand, 1896

In den Texten lässt sich eine Entwicklung seiner Erzählerfigur feststellen: vom namenlosen Ich, das nur Zuschauer und Berichterstatter ist (Der Gitano, 1875), über ein Zunehmen heroischer Fähigkeiten bis hin zu den völlig ausgestalteten Ich-Erzähler-Helden Old Shatterhand und Kara Ben Nemsi. Einige seiner Erzählerhelden bleiben ohne Kriegsnamen und werden nur von Freunden und Gefährten (englischer Muttersprache) „Charley“ genannt. Nachdem Ausrüstung und Können (z. B. der Jagdhieb) für alle Ich-Erzähler-Helden schon lange dieselben geworden waren, ging May in Satan und Ischariot (Zeitschriftversion 1893–1896) dazu über, die Ich-Erzähler im Wilden Westen, im Vorderen Orient und in Deutschland mit den jeweils in diesen Regionen gebräuchlichen (Kriegs-)Namen auftreten zu lassen. So identifizierte er die drei Figuren Old Shatterhand, Kara Ben Nemsi und Charley mit einem gewissen Dr. Karl May in Dresden.
Von hier war es nur ein kleiner Schritt zur Entstehung der sogenannten Old-Shatterhand-Legende (vgl. oben unter Schriftstellerei). Selten hat ein Autor die von der Literaturtheorie postulierte Grenze zwischen Ich-Erzähler und realem Autoren-Ich ausdrücklicher zu verwischen versucht. Karl May wurde in diesem Zusammenhang Hochstapelei und Pseudologie (zwanghaftes Lügen) vorgeworfen. Der Biograf Helmut Schmiedt spricht in diesem Zusammenhang von einer der „aberwitzigsten Episoden in der Geschichte der deutschen Literatur: Es stellt sich die Frage, warum ihr Urheber sie erfunden und mit solch existenziellem Elan ausgelebt hat.“ Später räumte May ein, sowohl die Old-Shatterhand-Legende als auch alle seine Werke seien lediglich symbolisch aufzufassen.
Obwohl sich May sehr bewusst von den ethnologischen Vorurteilen seiner Zeit absetzen wollte und gegen die öffentliche Meinung anschrieb (Winnetou, Durchs wilde Kurdistan, Und Friede auf Erden!), treten in seinen Werken doch heute als rassistisch angesehene Formulierungen auf, die den Paradigmen seiner Zeit unterlagen. Beispielsweise gibt es einige pauschal abwertende Aussagen über Iren, Juden, Armenier, Chinesen, Schwarze, Mestizen und Beduinen. Andererseits werden Chinesen oder Mestizen in seinen Romanen teilweise als positive Figuren dargestellt, die als Ausnahmecharaktere den gängigen Klischees widersprechen. Vom Nationalismus und auch Rassismus, die das wilhelminische Deutschland seiner Zeit prägten, blieb jedoch auch May nicht unbeeinflusst.
Die Bearbeitung seines Nachlasses ab 1930 durch Mitarbeiter des Karl-May-Verlages (KMV) trug zu diesem Urteil bei. Besonders Otto Eicke, ehemaliger Lektor des Münchmeyer-Verlages und seit 1918 beim KMV tätig, war durch seine parteipolitischen Aktivitäten im Nationalsozialismus beeinflusst. Speziell in den Bänden 33 Winnetous Erben und 65 Der Fremde aus Indien ist in den Ausgaben jener Zeit seine Handschrift zu erkennen. Im letzten Kapitel des Bandes 65 Der Fremde aus Indien heißt es etwa: „Das alles erfüllte den Fürsten mit tiefem Abscheu gegen den Hebräer und seine Sippe. […] Lena […] bewies durch eine Tat verbrecherisch blinden Hasses, daß sie von Salomon Rosenbaum und seiner Frau mit dem Blut auch alle bösen Eigenschaften dieses Blutes geerbt hatte.“

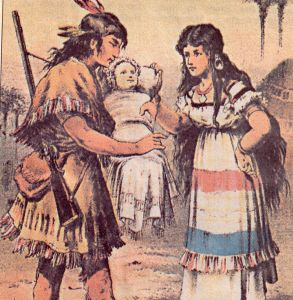
Die erste Winnetou-Darstellung, 1879

Mays bekannteste Figur Winnetou, Häuptling der Mescalero-Apachen, verkörpert den tapferen und edlen Indianer, der mit seiner „Silberbüchse“ und seinem Pferd Iltschi für Gerechtigkeit und Frieden kämpft. Dabei wird er meist von seinem weißen Freund und Blutsbruder Old Shatterhand begleitet, aus dessen Erzählperspektive die Geschichten um Winnetou oft verfasst sind.
Das erfolgreichste und bekannteste Buch Karl Mays (1890/91) trägt den Titel Der Schatz im Silbersee. Es wurde bereits zweimal verfilmt: erstmals 1962 als Realfilm unter dem Originaltitel mit Lex Barker als Old Shatterhand und Pierre Brice als Winnetou und 1990 als DEFA-Puppentrickfilm unter dem Titel Die Spur führt zum Silbersee. In dem erstmals 1890–1891 als Fortsetzungsgeschichte in der Zeitschrift Der Gute Kamerad veröffentlichten Jugendroman, dessen Buchausgabe 1894 erschien, schildert Karl May die Reise einer Gruppe von Trappern zu dem in den Rocky Mountains gelegenen Silbersee sowie die Verfolgung einer Schurkengruppe unter ihrem Anführer Cornel Brinkley, wegen seiner Haarfarbe auch „der rote Cornel“ genannt. Der Roman hat mehrere simultane Handlungsstränge, die sich schließlich am titelgebenden Silbersee verknüpfen und wieder auflösen.

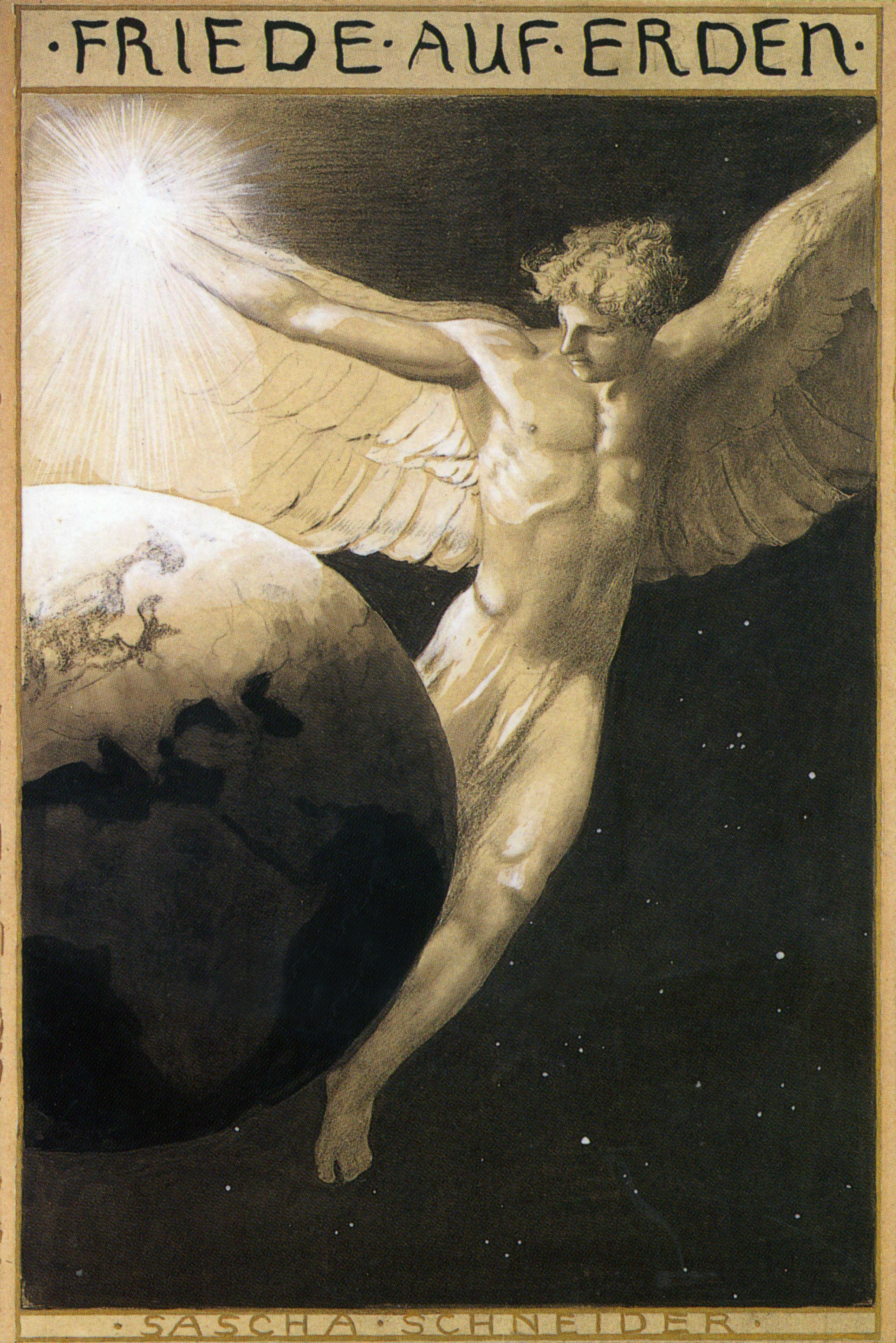
Deckelbild zu Und Friede auf Erden! von Sascha Schneider (1904)

In seinem Spätwerk, dessen Wichtigkeit May selbst immer wieder betonte, löste May sich von der Abenteuerschriftstellerei und schrieb symbolische Romane mit weltanschaulich-religiösem Inhalt und pazifistischer Tendenz. Von späteren Lesern wurden einige dominierende Stilmerkmale dieser Romane als dem Surrealismus nahestehend empfunden. Die späten Werke Ardistan und Dschinnistan (1909), Und Friede auf Erden (1904) sowie Winnetou IV (1910) gelten als seine literarisch bedeutendsten Werke, wenngleich es auch nicht an kritischen Stimmen fehlt, die in jenen Texten eine Verirrung sehen. Großen Einfluss im Zusammenhang mit dieser letzten literarischen Entwicklungsstufe hatte die Freundschaft mit dem Jugendstilmaler und Bildhauer Sascha Schneider. In ihm sah May einen „deutschen Michel Angelo“ und den geeigneten Illustrator seiner Bücher. Schneider schuf neben einer Serie von Buchdeckelillustrationen auch ein großes Wandgemälde (Der Chodem) für den Empfangssalon des Schriftstellers in dessen Villa in Radebeul.

## Werke
May schrieb seine Erzählungen und Romane auch unter mehreren Pseudonymen, unter anderem: Capitain Ramon Diaz de la Escosura, M. Gisela, Hobble-Frank, Karl Hohenthal, D. Jam, Prinz Muhamêl Lautréaumont, Ernst von Linden, P. van der Löwen, Emma Pollmer und Richard Plöhn. Die meisten der pseudonym oder anonym erschienenen Texte sind inzwischen eindeutig zugeordnet.

### Frühwerk
In seinem Frühwerk hatte sich Karl May an verschiedenen Richtungen der Unterhaltungsliteratur versucht, bis er seine Profession als Autor von Reiseerzählungen fand. In Bezug auf Letztere endet das Frühwerk mit Beginn der Niederschrift des Orientzyklus Ende 1880. Texte der anderen Literaturgattungen erschienen noch bis 1883 und werden weiterhin zum Frühwerk gezählt. Während seiner beiden Redakteurstätigkeiten hatte May viele Beiträge in den von ihm betreuten Blättern untergebracht.
Das Buch der Liebe (1875/76, Kompilation, anonym veröffentlicht)
Geographische Predigten (1875/76)
Der beiden Quitzows letzte Fahrten (1876/77, Ende nicht von Karl May)
Auf der See gefangen (1877/78, teilweise unter dem Titel Auf hoher See gefangen. Teile später in Old Surehand II)
Scepter und Hammer (1879/80)
Im fernen Westen (1879, Überarbeitung von Old Firehand (1875), später bearbeitet für Winnetou II)
Der Waldläufer (1879, Bearbeitung von Gabriel Ferrys Roman Le Coureur de Bois für jugendliche Leser)
Die Juweleninsel (1880–1882, Fortsetzung zu Scepter und Hammer)
Die kürzeren Erzählungen des Frühwerkes lassen sich folgenden Gruppen zuordnen:
Abenteuer- und frühe Reiseerzählungen (z. B. Der Oelprinz, 1877, nicht zu verwechseln mit der gleichnamigen Jugenderzählung)
Erzgebirgische Dorfgeschichten (z. B. Die Rose von Ernstthal, 1874 oder 1875)
Geschichten über den Alten Dessauer, das ist Fürst Leopold I. von Anhalt-Dessau (z. B. Pandur und Grenadier, 1883)
Historische Erzählungen (z. B. Robert Surcouf, 1882)
Humoresken (z. B. Die Fastnachtsnarren, 1875)
Kriminalnovellen (z. B. Wanda, 1875)
Viele Werke gehören mehreren Gruppen zugleich an; z. B. verfasste May historische Erzählungen als Militärhumoresken und versah seine Erzgebirgischen Dorfgeschichten mit dem kriminalistischen Schema. Besonders in den frühen Erzählungen benutzte May heimatliche Handlungsorte, wählte aber auch exotische Schauplätze. Mays erste außereuropäische Erzählung, Inn-nu-woh, der Indianerhäuptling, enthält bereits einen Vorläufer der Winnetou-Figur. Im fernen Westen und Der Waldläufer sind die ersten belegten Buchausgaben von May-Texten. Später erschienen einige der kürzeren Erzählungen in Anthologien, z. B. in Der Karawanenwürger (1894), Humoresken und Erzählungen (1902) und Erzgebirgische Dorfgeschichten (1903).
Ebenfalls zum Frühwerk gehören naturphilosophische Betrachtungen und populärwissenschaftliche Texte über Geschichte und Technik (z. B. Schätze und Schatzgräber, 1875), Gedichte (z. B. Meine einstige Grabinschrift, 1872) sowie Leserbriefantworten und Rätsel in den von ihm betreuten Blättern.

### Kolportageromane

Buchausgabe des Fischer Verlages von 1902 (dritter Teil des Romans Waldröschen)

Fünf, mehrere tausend Seiten starke Kolportageromane schrieb May für H.G. Münchmeyer. Diese erschienen – hauptsächlich pseudonym oder anonym – zwischen 1882 und 1888.
Waldröschen (1882–1884, ein Teil erschien später bearbeitet in Old Surehand II)
Die Liebe des Ulanen (1883–1885)
Der verlorne Sohn (1884–1886)
Deutsche Herzen – Deutsche Helden (1885–1888)
Der Weg zum Glück (1886–1888)
Von 1900 bis 1906 publizierte Münchmeyers Nachfolger Adalbert Fischer die ersten Buchausgaben, wobei die Romane auf mehrere Bände mit unterschiedlichen Titeln aufgeteilt wurden. (Auch bei späteren Ausgaben sind die einzelnen Titel von Verlag zu Verlag unterschiedlich.) Diese Ausgabe wurde von dritter Hand bearbeitet und erschien nicht unter Pseudonym, sondern unter Mays echtem Namen. Da sie von May nicht autorisiert war, wehrte er sich nachdrücklich gegen die Veröffentlichung.

### Jugenderzählungen

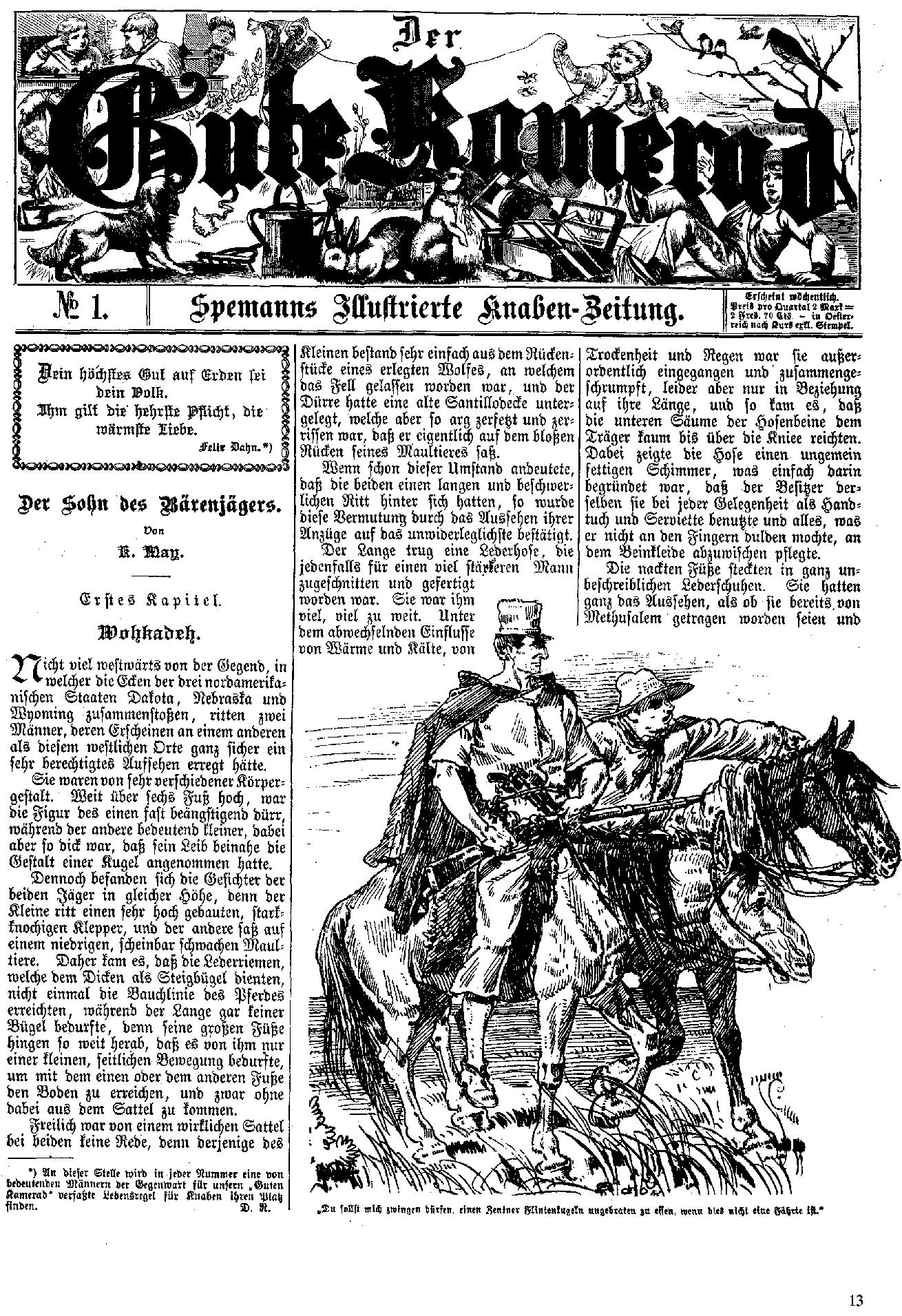
Erste Seite der Erstausgabe des Guten Kameraden (1887), Beginn der Erzählung Der Sohn des Bärenjägers

Die Jugenderzählungen entstanden in der Zeit von 1887 bis 1897 für die Zeitschrift Der Gute Kamerad. Sie wurden von Karl May eigens für jugendliche Leser geschrieben. Die meisten spielen im Wilden Westen. Old Shatterhand ist hier im Unterschied zu den Reiseerzählungen nicht der Ich-Erzähler. Die berühmteste Erzählung ist Der Schatz im Silbersee. Im weiteren Sinn sind auch die beiden Frühwerke Im fernen Westen und Der Waldläufer zu den Jugenderzählungen zu rechnen.
- Der Sohn des Bärenjägers (1887, ab 1890 in Die Helden des Westens)
- Der Geist der Llano estakata (1888, ab 1890 korrekt als Der Geist des Llano estakado in Die Helden des Westens)
- Kong-Kheou, das Ehrenwort (1888/89, ab 1892 Der blaurote Methusalem)
- Die Sklavenkarawane (1889/90)
- Der Schatz im Silbersee (1890/91)
- Das Vermächtnis des Inka (1891/92)
- Der Oelprinz (1893/94; ab 1905 in der Schreibweise Der Ölprinz; nicht zu verwechseln mit dem gleichnamigen Frühwerk)
- Der schwarze Mustang (1896/97)

Zwischen 1890 und 1899 erschien bei der Union Deutsche Verlagsgesellschaft eine illustrierte Buchausgabe.
Parallel zu diesen Hauptwerken publizierte May anonym oder pseudonym kürzere Erzählungen im Guten Kameraden von 1887 bis 1891. Die meisten entstanden als Illustrationstexte. Andere gehören zu einer Reihe an Beiträgen unter dem Pseudonym „Hobble-Frank“, eine beliebte Figur aus den Wild West-Jugenderzählungen. Auch wurden einige seiner Leserbriefantworten dort veröffentlicht.

### Reiseerzählungen

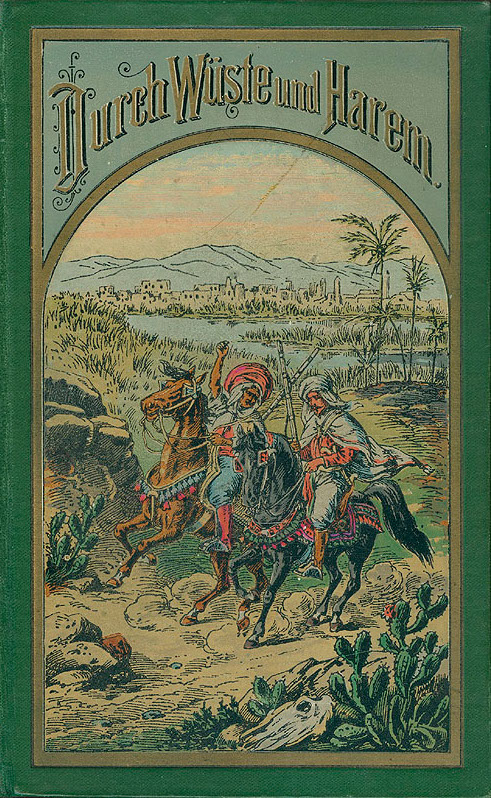
Gesammelte Reiseerzählungen, Band 1 von 1892

Unter dem Titel Carl May’s Gesammelte Reiseromane bzw. später Karl May’s Gesammelte Reiseerzählungen erschienen von 1892 bis 1910 33 Bände im Verlag Friedrich Ernst Fehsenfeld. Zu den bekanntesten Titeln dieser Reihe gehören der Orientzyklus (Band 1–6) und die Winnetou-Trilogie (7–9). Die meisten Erzählungen waren vorher im Deutschen Hausschatz (ab 1879) oder anderen Zeitschriften erschienen; einige Bände schrieb May direkt für diese Reihe (z. B. Winnetou I, Old Surehand I & III). Eine verlässliche Reihenfolge dieser Publikationen kann nicht endgültig festgelegt werden, was einerseits mit der (schlecht redigierten) Übernahme älterer Texte in die Buchausgaben, andererseits mit der Tatsache zu erklären ist, dass sich May selbst ständig in chronologische Widersprüche verwickelt hat.
  1. Durch Wüste und Harem (1892, ab 1895 Durch die Wüste)
  2. Durchs wilde Kurdistan (1892)
  3. Von Bagdad nach Stambul (1892)
  4. In den Schluchten des Balkan (1892)
  5. Durch das Land der Skipetaren (1892)
  6. Der Schut (1892)
  7. Winnetou I (1893, zeitweilig auch Winnetou der Rote Gentleman I)
  8. Winnetou II (1893, zeitweilig auch Winnetou der Rote Gentleman II)
  9. Winnetou III (1893, zeitweilig auch Winnetou der Rote Gentleman III)
10. Orangen und Datteln (1893, Anthologie)
11. Am Stillen Ocean (1894, Anthologie)
12. Am Rio de la Plata (1894)
13. In den Cordilleren (1894)
14. Old Surehand I (1894)
15. Old Surehand II (1895)
16. Im Lande des Mahdi I (1896)
17. Im Lande des Mahdi II (1896)
18. Im Lande des Mahdi III (1896)
19. Old Surehand III (1897)
20. Satan und Ischariot I (1896)
21. Satan und Ischariot II (1897)
22. Satan und Ischariot III (1897)
23. Auf fremden Pfaden (1897, Anthologie)
24. „Weihnacht!“ (1897)
26. Im Reiche des silbernen Löwen I (1898)
27. Im Reiche des silbernen Löwen II (1898)
25. Am Jenseits (1899)
28–33 sind Reiseerzählungen, die zum Spätwerk gehören.
Es gibt noch einige weitere kurze Reiseerzählungen, die nicht in dieser Reihe erschienen sind. Eine davon nahm May in den Sammelband Die Rose von Kaïrwan (1893 oder 1894) auf, den er parallel zu den Gesammelten Reiseromanen zusammenstellte.
Auf dieser Edition beruht die Reihe Karl May’s Illustrierte Reiseerzählungen (ab 1907), die von Karl May selbst nochmals überarbeitet wurde und als Ausgabe letzter Hand gilt. Sie enthält allerdings nur die ersten 30 Bände in teilweise anderer Nummerierung.
Nach der Gründung des Karl-May-Verlages 1913 wurden innerhalb der neuen Reihe „Karl May’s Gesammelte Werke“ viele Bände – teilweise einschneidend – überarbeitet und mit neuen Titeln versehen. Außerdem wurden Werke, die in anderen Verlagen erschienen waren, nun den Gesammelten Werken des Fehsenfeld-Verlags angeschlossen (ab Band 35).

### Spätwerk

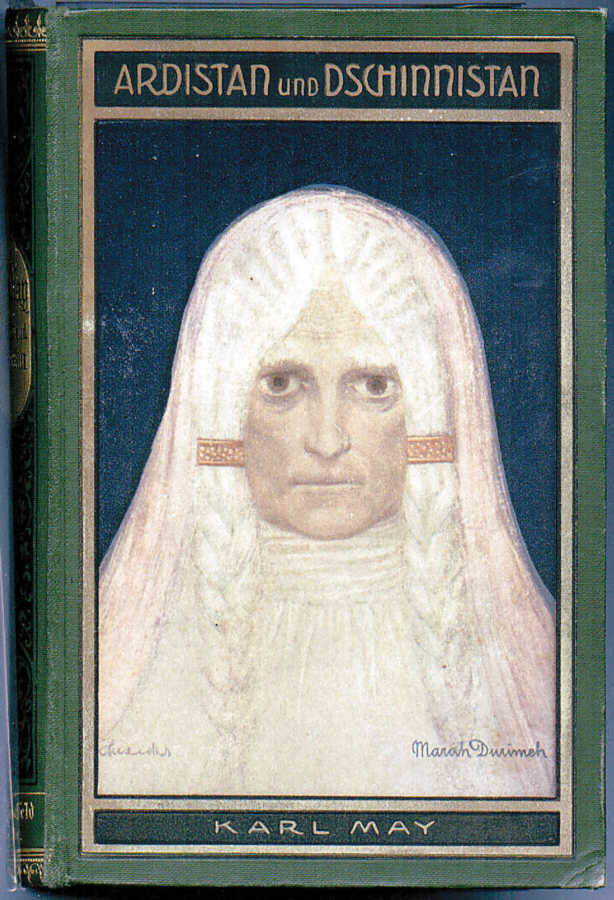
Buchausgabe von Ardistan und Dschinnistan. Das Deckelbild von Sascha Schneider zeigt Marah Durimeh

Zum Spätwerk gehören jene Werke, die nach Mays Orientreise ab 1900 erschienen. Viele von ihnen wurden ebenfalls im Verlag von F. E. Fehsenfeld publiziert. Innerhalb der Gesammelten Reiseerzählungen gehören die Bände 28–33 dazu.
Himmelsgedanken (1900, Gedichtsammlung)
28. Im Reiche des silbernen Löwen III (1902)
Erzgebirgische Dorfgeschichten (1903, Anthologie)
29. Im Reiche des silbernen Löwen IV (1903)
30. Und Friede auf Erden! (1904)
Babel und Bibel (1906, Drama)
31. Ardistan und Dschinnistan I (1909)
32. Ardistan und Dschinnistan II (1909)
33. Winnetou IV (1910)
Mein Leben und Streben (1910, Autobiografie)
Weiterhin gehören zum Spätwerk kürzere Erzählungen (z. B. Schamah, 1907), Essays (z. B. Briefe über Kunst, 1906/07) und verschiedene Prozess- und Verteidigungsschriften (z. B. „Karl May als Erzieher“ und „Die Wahrheit über Karl May“ oder Die Gegner Karl Mays in ihrem eigenen Lichte, 1902).

### Sonstige Werke
1896 erschien im Deutschen Hausschatz eine selbstironisch-humorvoll gemeinte autobiographische Skizze Karl Mays: Freuden und Leiden eines Vielgelesenen. May übertrieb bei dieser Selbstdarstellung derart, dass selbst entschiedene Freunde und Verteidiger befremdet von der zugleich tragischen und komischen Selbstüberschätzung waren. „Das Bild des von der Lesergunst und den Erfolgen schwer niedergedrückten Schriftstellers geriet May zu larmoyant“ (Christoph F. Lorenz). Sein Gegner Fedor Mamroth erblickte in dieser Skizze ein wesentliches Stück seiner Indizienkette, die May zum geborenen, lebenslangen Betrüger und Lügner stempelte. Lorenz:
„Mehr als gegen alle anderen Anwürfe seiner Gegner musste sich May in den letzten Lebensjahren gegen die Behauptung wehren, er habe Publikum und Verleger jahrelang über seine kriminelle Vergangenheit getäuscht, mit frei erfundenen Geschichten über angebliche Weltreisen an der Nase herumgeführt, sich selbst einen völlig unberechtigten Doktortitel zugelegt und sich als Katholik ausgegeben, obwohl er geborener Protestant war.“
Karl May schrieb auch einige Kompositionen, besonders während seiner Mitgliedschaft im Gesangverein „Lyra“ um 1864. Bekannt ist seine Version von Ave Maria (zusammen mit Vergiss mich nicht in Ernste Klänge, 1899).
In seinen letzten Lebensjahren hielt May folgende Vorträge über seine philosophischen Ideen:
Drei Menschheitsfragen: Wer sind wir? Woher kommen wir? Wohin gehen wir? (Lawrence, 1908)
Sitara, das Land der Menschheitsseele (Augsburg, 1909)
Empor ins Reich der Edelmenschen (Wien, 1912)
Nach Mays Tod wurde einiges aus seinem Nachlass veröffentlicht: Fragmente von Erzählungen und Dramen, Gedichte (z. B. die Sammlung Eine Pilgerreise in das Morgenland von 1899), Kompositionen, sein Bibliotheksverzeichnis und vor allem Briefe.

## Werkausgaben

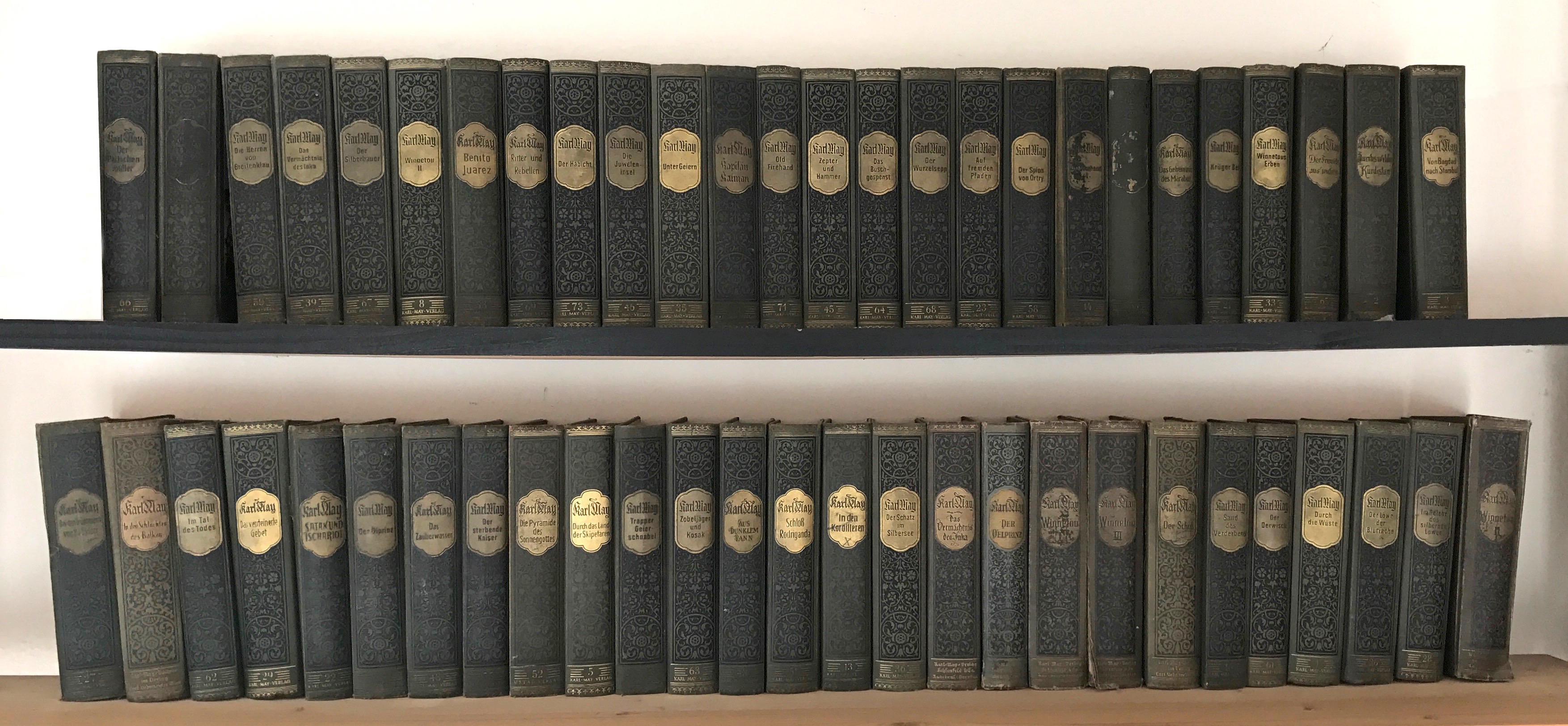
Auswahl älterer Bände der Reihe Karl May’s Gesammelte Werke

Der Karl-May-Verlag gibt seit 1913 Karl May’s Gesammelte Reiseerzählungen heraus. Zudem erwarb er die Rechte an anderswo verlegten Werken (u. a. die Jugenderzählungen und Kolportageschriften). Überarbeitungen dieser Texte wurden an die ursprüngliche Reihe angehängt und zu den Gesammelten Werken (und Briefen) ausgebaut, wobei auch die ursprünglichen 33 Bände einschneidende Bearbeitungen erfuhren. Bis 1945 wuchs die Reihe auf 65 Bände an. Der Verlag verlegt bis heute nahezu ausschließlich die Werke Karl Mays sowie Sekundärmaterialien. Neben den Gesammelten Werken (den klassischen „Grünen Bänden“), die auf 96 Bände angewachsen sind, gibt er auch ein umfangreiches Reprintprogramm heraus.
Da die rechtliche Schutzfrist für Mays Werke im Jahr 1963 verfiel, werden sie seither auch von anderen Verlagen veröffentlicht. Der Karl-May-Verlag hat jedoch lange Zeit mit allen juristischen Mitteln versucht, seine dominierende Stellung gegenüber allen Konkurrenten zu bewahren. Zugute kam ihm dabei, dass zwar die Rechte an den Originaltexten frei wurden, die Bearbeitungen aber noch schutzwürdig waren – eine Tatsache, die von vielen konkurrierenden Verlagen – oft aus Unkenntnis – nicht beachtet wurde.

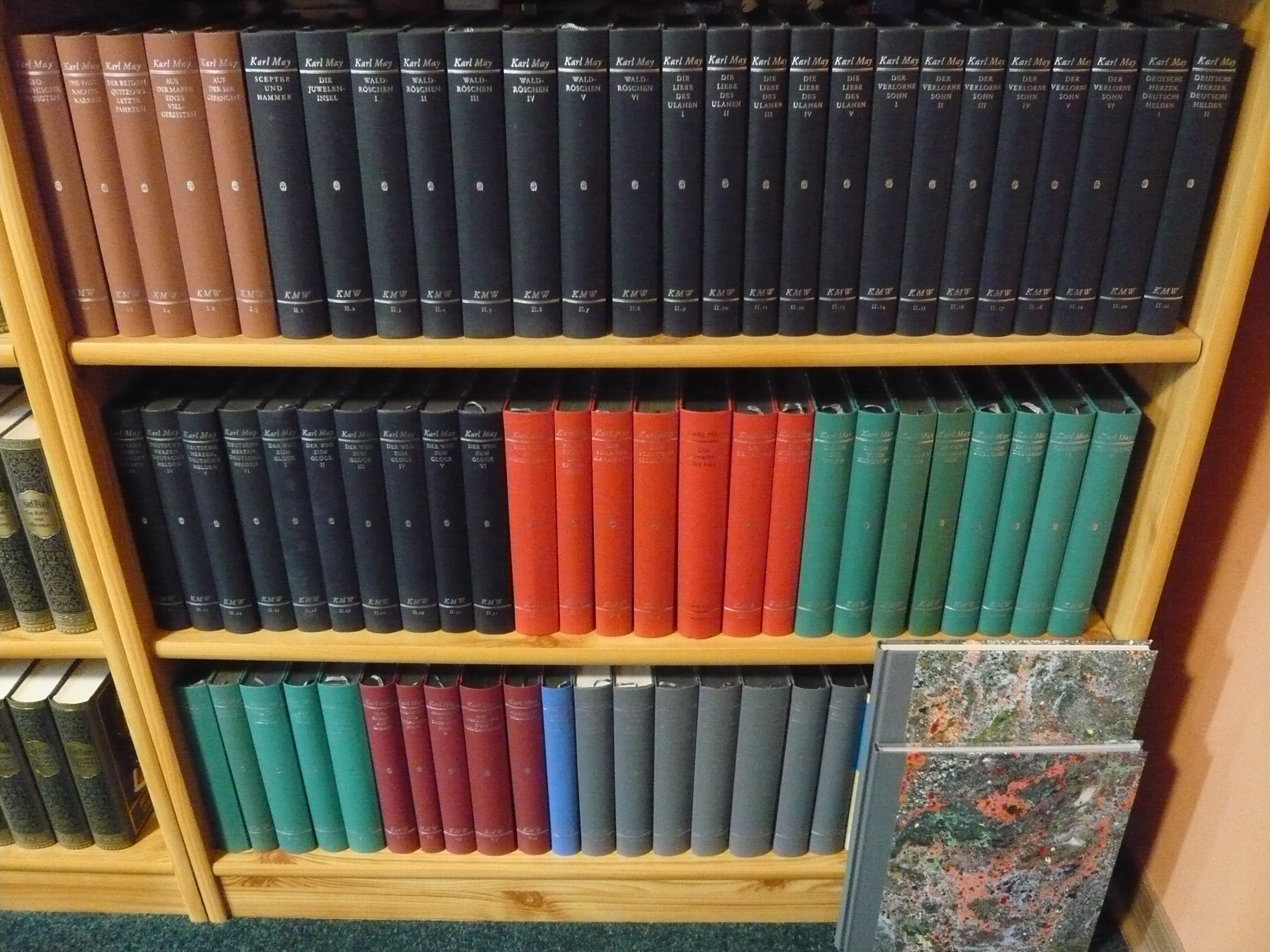
Karl Mays Werke: Historisch-kritische Ausgabe

Seit 1987 erscheint die auf 120 Bände ausgelegte historisch-kritische Ausgabe Karl Mays Werke, die ursprünglich von Hermann Wiedenroth (bis 1998 gemeinsam mit Hans Wollschläger) herausgegeben wurde. Diese philologisch zuverlässige Ausgabe bemüht sich um den Abdruck des authentischen Wortlauts in den Erstausgaben und, wo möglich, auch in den Autorhandschriften und gibt Auskunft über die Textgeschichte. Sie war von – letzten Endes vergeblichen – Bemühungen des Karl-May-Verlages begleitet, den Konkurrenten mit juristischen Mitteln zu behindern und ihnen die Kritik an den Gesammelten Werken des KMV zu verbieten. Nach jahrelangen Auseinandersetzungen und mehrmaligen Verlagswechseln erscheint die historisch-kritische Ausgabe seit 2008 im Karl-May-Verlag, wobei die Karl-May-Gesellschaft für die Texterstellung und die Karl-May-Stiftung (mit dem Karl-May-Museum) für den Vertrieb verantwortlich sind.
Der Weltbild-Verlag hat eine illustrierte Ausgabe in 92 Bänden veröffentlicht, die als die beste verfügbare, annähernd vollständige Ausgabe gilt. Weitere umfangreiche Editionen gab es von Bertelsmann (Lesering; 30 Bände, stark bearbeiteter Text; Auswahl), Verlag Manfred Pawlak (74 Bände; unbearbeitet, aber unvollständig) und Verlag Neues Leben (66 Bände; orthografisch modernisierter Originaltext; Edition durch Verlagsinsolvenz abgebrochen). Die Karl-May-Gesellschaft veröffentlicht eine Reprint-Reihe, die vornehmlich Karl Mays Zeitschriften-Veröffentlichungen wieder zugänglich macht.
Eine digitale Volltext-Ausgabe der Directmedia Publishing liegt seit 2004 vor. Sie gibt unter anderem auch das geplante Textkorpus der historisch-kritischen Ausgabe z. B. der Abteilungen Frühwerk, Fortsetzungsromane, Erzählungen für die Jugend u. a. wieder und enthält auch das sogenannte Leseralbum sowie autobiografische Schriften.

## Rezeption
„Bei Lichte betrachtet“, so der Literaturwissenschaftler Helmut Schmiedt, „erschreibt und inszeniert sich hier ein Mensch, der aus jämmerlichen Verhältnissen stammt und dem im Leben zunächst vieles danebengegangen ist, eine Traumexistenz, mit der alles zum Besseren hin korrigiert wird.“ – Für den Schriftsteller und Literaturkritiker Hans Wollschläger ist Karl May nicht so sehr als Jugendschriftsteller, sondern vielmehr erst in seinem Alterswerk interessant, so zum Beispiel in Ardistan und Dschinnistan, wo er schonungslos und virtuos mit seinen Feinden abrechne. In dieser symbolischen Spätphase habe Karl May die literarische Hochebene erreicht.
Karl May bzw. sein Werk und seine Welt wurden vielseitig und in allen möglichen Medien rezipiert. Direkte Fortsetzer und Nachahmer stehen Seite an Seite mit Künstlern, in deren Werk sich eine Spur von Karl May finden lässt.

### Breitenwirkung

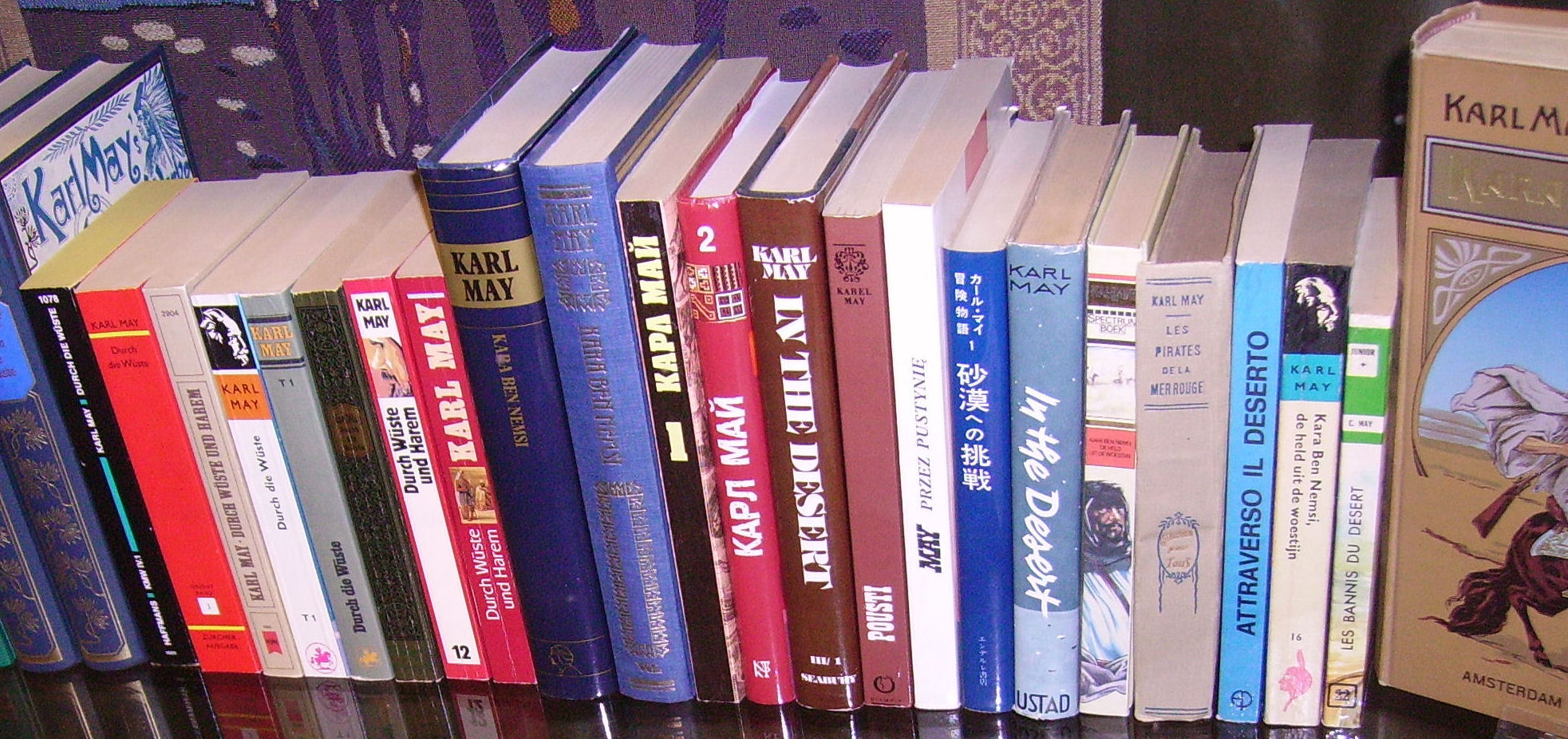
Internationale Ausgaben von Karl Mays Werken im Karl-May-Museum Radebeul

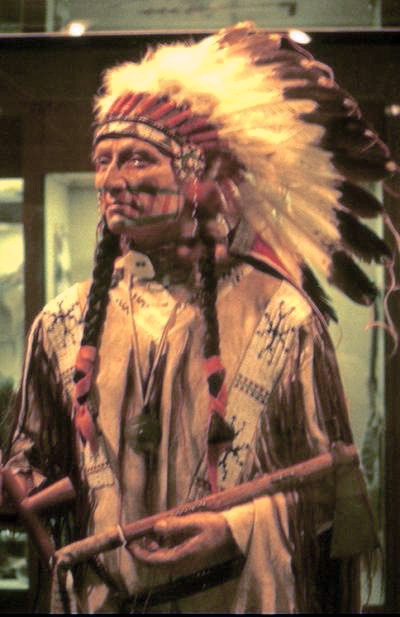
Indianer im Karl-May-Museum

Karl May zählt seit mehr als 100 Jahren zu den meistgelesenen Schriftstellern der Welt. Sein Werk wurde in 46 Sprachen übersetzt (Stand 2013). Die Weltauflage liegt bei mehr als 200 Millionen Bänden (davon ca. 100 Millionen in Deutschland). Große Popularität haben seine Bücher noch heute vor allem in Tschechien, Ungarn, Bulgarien, den Niederlanden, Mexiko und sogar Indonesien. In Frankreich, Großbritannien und den USA ist er beinahe unbekannt. Die erste Übersetzung erschien 1880 auf Kroatisch (Three carde monte) dicht gefolgt von einer französischen Übersetzung des Orientzyklus 1881 in Le Monde, und die neuesten stammen aus den letzten Jahren (Vietnam). In den 1960er Jahren stellte die UNESCO fest, May sei der meistübersetzte deutsche Autor.
Ganze Generationen bezogen ihr Bild von den Indianern oder dem Orient aus seinen Werken. Auch einige Sprachbegriffe aus beiden Kulturkreisen, die May (teilweise nicht ganz korrekt) verwendete, fanden Eingang in die Umgangssprache. Die indianische Gruß- oder Bekräftigungsformel Howgh, das Anhobbeln der Pferde, die Verwendung von Manitu als Gottesname und die Anredeform Mesch’schurs sind dem Wilden Westen zuzuordnen; die Rangbezeichnungen Efendi, Ağa, Bey, Pascha und Wesir sind durch seine Orientromane Allgemeingut geworden.

### Adaptionen
Zu den ältesten und einfachsten Adaptionen gehört das Cowboy-und-Indianer-Spielen, bei dem auch Helden Karl Mays verkörpert werden. Das erste offizielle Karl-May-Spiel, Schnipp, Schnapp, lag 1894/95 der Zeitschrift Der Gute Kamerad bei und behandelt die in dieser Zeitschriftenreihe erschienenen Jugenderzählungen. Zum Überlappungsbereich von Spielen und Sammeln gehören die zahlreichen Figuren aus Zinn, Masse oder Kunststoff, die erstmals um 1900 auftraten. Zinnfiguren lagen auch dem ältesten kommerziellen Brettspiel, Die Reise nach dem Silbersee (ca. 1935), bei. Die ersten Kartenspiele, vor allem diverse Quartettspiele, erschienen ebenfalls ab ca. 1935. Einen besonderen Aufschwung für letztere brachte die Karl-May-Film-Welle mit sich. In dieser Zeit (ab ca. 1965) erschienen auch die ersten Puzzle. Im bekanntesten deutschen Pen-&-Paper-Rollenspiel Das Schwarze Auge werden seit 2004 nicht nur viele Werke Mays „zur Vertiefung des regionalen Flairs“ bestimmter aventurischer Regionen empfohlen (Tiefer Süden, Tulamidenlande, Kosch und Svelltland), sondern das Spiel wurde auch mit seiner Umsetzbarkeit von Karl-May-Stoffen beworben. Überdies tritt in dieser Spielwelt bereits seit 1989 mit dem Nicht-Spieler-Charakter Kara ben Yngerymm (oder Yngerimm) und dessen Schriften Durchs wilde Mhanadistan und In den Schluchten der Trollzacken eine Anlehnung an Karl May (Ingerimm = Mai) auf (Erwähnungen in mehr als 40 Publikationen, Stand: Januar 2017). Mit Old Slayerhand von Christoph Weiß liegt seit 2015 ein freies, auf der Slay-Engine beruhendes Pen-&-Paper-Rollenspiel vor. Es umfasst ein auf Mays Werken basierendes Western-Setting mit Low-Fantasy-Elementen, zu dem mehrere Abenteuer und Spielhilfen erschienen sind. Die bislang einzige direkte Adaption von Mays Werken als Computerspiel erfolgte 1993 und basiert auf Der Schatz im Silbersee. Als indirekte Adaption ist das Nintendo-DS-Spiel WinneToons – Die Legende vom Schatz im Silbersee (2007) zu nennen, das auf dem gleichnamigen Kinofilm basiert.
Karl Mays 1896 veröffentlichtes Gedicht Ave Maria wurde von wenigstens 19 anderen Personen vertont. Auch andere Gedichte Mays, besonders aus den Himmelsgedanken, wurden fremdvertont. Von Carl Ball erhielt May „Harfenklänge“ zu seinem Drama Babel und Bibel geschenkt. Der Schweizer Komponist Othmar Schoeck schrieb bereits im Alter von elf Jahren eine Oper zu Der Schatz im Silbersee. Inspiriert durch Mays Werke, insbesondere durch Winnetous Tod, wurde weitere Musik komponiert.
Die erste Bühnenadaption (Winnetou) entstand 1919 von Hermann Dimmler. Überarbeitungen dieses Stückes durch ihn und Ludwig Körner wurden in den Folgejahren aufgeführt. Verschiedene Romanbearbeitungen werden auch auf Freilichtbühnen gespielt. Die ältesten Inszenierungen finden seit 1938 (nach langer Unterbrechung wieder ab 1984) auf der Felsenbühne Rathen in der Sächsischen Schweiz statt; die bekanntesten sind die jährlich stattfindenden Karl-May-Spiele Bad Segeberg (seit 1952) sowie die Karl-May-Festspiele in Elspe (seit 1958). Eine Besonderheit bieten die seit 1993 bestehenden Karl-May-Spiele Bischofswerda, bei denen Kinder die Figuren verkörpern. Insgesamt wurden allein 2006 auf 14 Bühnen Stücke nach Karl May aufgeführt. Mays eigenes Drama Babel und Bibel wurde bislang noch auf keiner größeren Bühne gegeben.

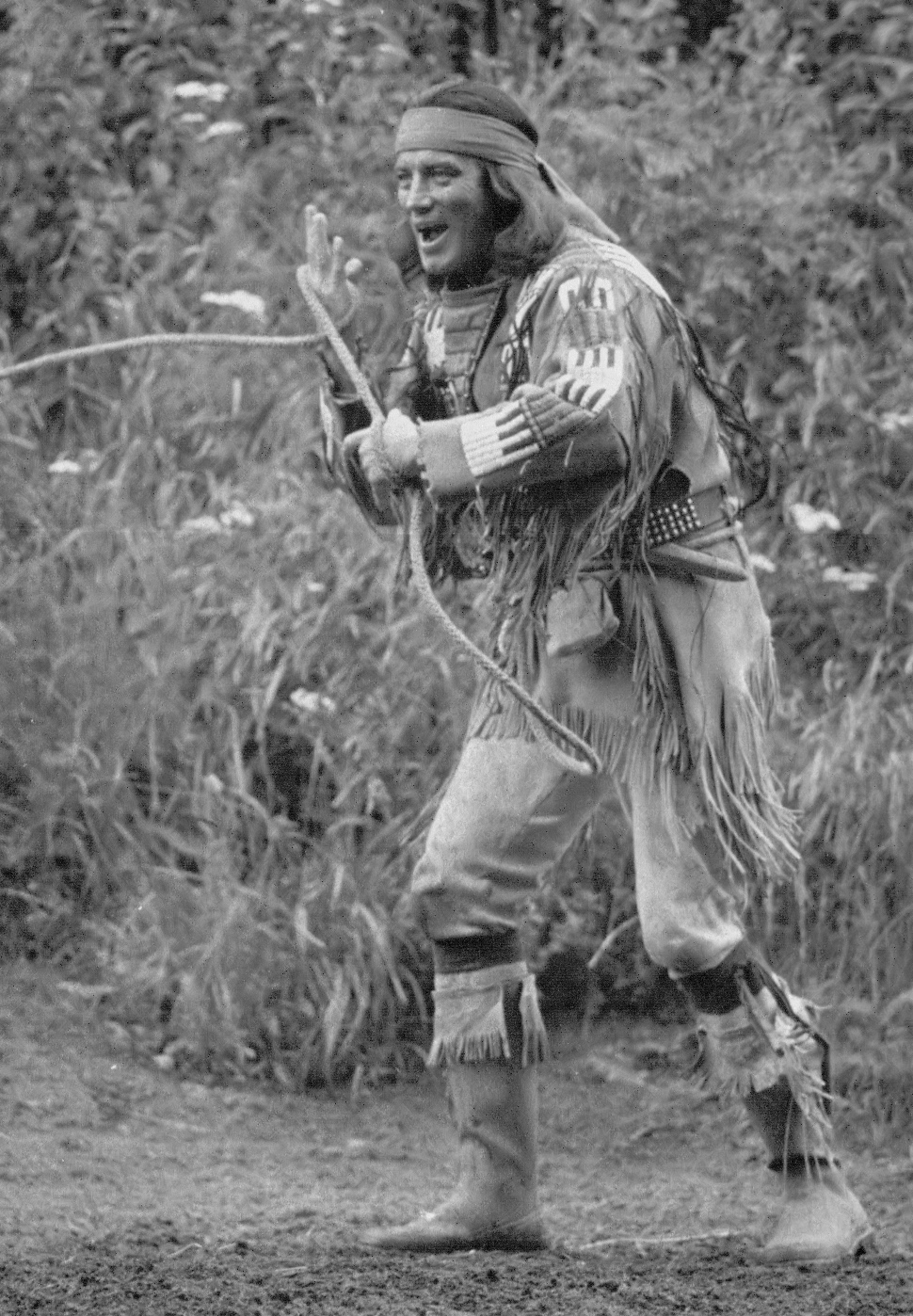
Pierre Brice (ca. 1978) als langjähriger Winnetou-Darsteller in Kinofilmen, bei Karl-May-Spielen, in einer Fernsehserie und einem Fernsehfilm

Mays Freunde Marie Luise Droop und Adolf Droop gründeten in Kooperation mit dem Karl-May-Verlag die Produktionsfirma „Ustad-Film“ (Ustad = Karl May). Nach dem Orientzyklus produzierten sie 1920 drei Stummfilme (Auf den Trümmern des Paradieses, Die Todeskarawane und Die Teufelsanbeter). Auf Grund des geringen Erfolges ging die Firma im Folgejahr in Konkurs. 1936 erschien mit Durch die Wüste der erste Tonfilm; daraufhin folgten mit Die Sklavenkarawane (1958) sowie dessen Fortsetzung Der Löwe von Babylon (1959) die ersten Farbfilme. Einen erneuten Aufschwung erfuhr Karl May im Zuge der Karl-May-Verfilmungen der 1960er Jahre, der erfolgreichsten deutschen Kinoserie. Die meisten der 18 Filme sind im Wilden Westen angesiedelt, 1962 beginnend mit Der Schatz im Silbersee. Der Großteil wurde von Horst Wendlandt oder Artur Brauner produziert. Wiederkehrende Hauptdarsteller waren Lex Barker (Old Shatterhand, Kara Ben Nemsi, Karl Sternau), Pierre Brice (Winnetou), Stewart Granger (Old Surehand), Milan Srdoč (Old Wabble) und Ralf Wolter (Sam Hawkens, Hadschi Halef Omar, André Hasenpfeffer). Die Filmmusik von Martin Böttcher und die Landschaften Jugoslawiens, wo die meisten der Filme gedreht wurden, hatten wesentlichen Anteil am Erfolg der Kinoserie. In den Folgejahren entstanden weitere Filme für das Kino (Die Spur führt zum Silbersee, 1990) oder das Fernsehen (z. B. Das Buschgespenst, 1986, Winnetou – Der Mythos lebt, 2016) sowie TV-Serien (z. B. Kara Ben Nemsi Effendi, 1973/75). Die meisten Filme haben mit den Büchern fast nichts gemeinsam.
Zu keinem Werk eines anderen deutschen Autors entstanden mehr Hörspielbearbeitungen. Inzwischen liegen über 300 in deutscher Sprache vor; auch dänische und tschechische Hörspiele wurden produziert. Das erste (Der Schatz im Silbersee) schrieb Günther Bibo 1929. Eine größere Hörspiel-Welle erfolgte während der 1950er und der 1960er Jahre; die neuesten Produktionen erschienen in jüngster Zeit. In den fünfziger Jahren produzierten der NWDR Köln und später dessen Rechtsnachfolger, der WDR, unter der Regie von Kurt Meister drei mehrteilige Hörspiele, nämlich Winnetou, Der Schatz im Silbersee und Old Surehand. Die Rolle des Old Shatterhand sprach jeweils Kurt Lieck. Jürgen Goslar, Hansjörg Felmy und Werner Rundshagen liehen Winnetou ihre Stimme. Zu den jüngeren, größeren Umsetzungen gehört die zwölfteilige WDR-Produktion 'Der Orientzyklus' (2006), in die auch Mays Leben bis 1874 eingebunden wurde.
Ab 1930 wurden Motive aus Mays Werken bzw. den Bühnen- und Filmadaptionen für Sammelbilder verwendet. Die ersten beiden Wellen fanden in den 1930er Jahren und der Nachkriegszeit statt. Seinerzeit dienten die Bilder vor allem der Kundenbindung für Margarine, Käse, Zigaretten, Kaugummi, Tee und anderen Produkten verschiedener Hersteller. Die dritte Welle erfolgte im Zuge der Karl-May-Verfilmungen der 1960er Jahre, als Sammelalben zu den Filmen erschienen. Die gezeichneten Bilder stammen entweder von den Karl-May-Illustratoren Carl Lindeberg (ab 1930 und über 50 Jahre lang viele Neuauflagen) und Roy Paul Drake (= Petr Milos Sadecký, 1975) oder unbekannten Künstlern. Neben Fotos aus den Filmen wurden auch Aufnahmen der Karl-May-Spiele Rathen (nachkoloriert) und Bad Segeberg sowie der TV-Serie Mein Freund Winnetou verwendet. Bis in die 1980er Jahre waren über 90 Sammelbildserien erschienen (Stand 2009).
Ebenfalls im Zuge des Erfolges der Karl-May-Verfilmungen entstanden auch einige Comics nach Motiven von Karl May. Eine zweite Comic-Welle folgte in den 1970er Jahren. Der ersten und erfolgreichsten Adaptionen, Winnetou (# 1-8) / Karl May (# 9-52) (1963–1965), stammen von Helmut Nickel, die im Walter Lehning Verlag erschienen. Kurios zu nennen ist hier die flämische Comicreihe „Karl May“ (1962–1987), die außer den Hauptcharakteren sehr wenig gemeinsam hat mit der Romanvorlage, die aber mit 87 Folgen einigen Erfolg hatte. Diese Reihe erschien bei dem im niederländischsprachigen Raum sehr bekannten Verlag Standaard Uitgeverij beim Studio von Willy Vandersteen. Auch in Dänemark, Frankreich, Mexiko, Schweden, Spanien und der Tschechoslowakei entstanden Comics.
1988 erschien mit Der Schatz im Silbersee das erste Hörbuch gelesen von Gert Westphal. „Wann sehe ich dich wieder, du lieber, lieber Winnetou?“ (1995) ist ein Kompendium von Karl May-Texten, die von Hermann Wiedenroth gelesen werden. Seit 1998 erschienen in verschiedenen Verlagen etwa 50 Hörbücher.
Auch Karl May und sein Leben waren Basis für Verfilmungen, so im Fernsehspiel Freispruch für Old Shatterhand (1965), im Kinofilm Karl May (1974) sowie in der sechsteiligen Fernsehserie Karl May (1992). In den Folgen Karl May – Der Phantast aus Sachsen (2004) und Karl May – Das letzte Rätsel (2010) der Dokumentationsreihen Geschichte Mitteldeutschlands bzw. Terra X wird ebenfalls schauspielerische Darstellung verwendet. Es gibt inzwischen auch verschiedene Romane mit oder um Karl May, beispielsweise Swallow, mein wackerer Mustang (1980) von Erich Loest, Vom Wunsch, Indianer zu werden. Wie Franz Kafka Karl May traf und trotzdem nicht in Amerika landete (1994) von Peter Henisch, Old Shatterhand in Moabit (1994) von Walter Püschel sowie Karl May und der Wettermacher (2001) von Jürgen Heinzerling. Eine Bühnenadaption ist Die Taschenuhr des Anderen von Willi Olbrich. Weitere Dramatisierungen folgten; zu deren jüngsten gehört das Theaterstück Der Phantast. Leben und Sterben des Dr. Karl May (2017, Idee und Regie: Philipp Stölzl).
Über Karl May hinaus wurde auch das heutige Umfeld rezipiert; so spielt die Tatort-Folge Auf dem Kriegspfad (1999) im Karl-May-Museum und auf der Felsenbühne Rathen unter Karl-May-Fans und Hobbyindianern. Ebenfalls Freilichtaufführungen und 'Indianer spielen' thematisiert der Kinofilm Winnetous Sohn (2015), während der Fernsehfilm Winnetous Weiber (2014) eine Winne-Tour zu verschiedenen Drehorten der Karl-May-Filme in Kroatien behandelt.

### Kopien und Parodien
Bereits zu Lebzeiten wurde May parodiert oder unverhohlen kopiert. Während einige Autoren nur ähnliche Wild-West-Erzählungen schrieben, um an Mays literarischem Erfolg teilzuhaben (z. B. Franz Treller), publizierten andere ihre Werke unter Mays Namen. Noch heute erscheinen neue Romane mit seinen Helden. Bekannt wurden die Fortsetzungen von Franz Kandolf, Edmund Theil, Friederike Chudoba, Jörg Kastner, Heinz Grill, Otto Emersleben, Thomas Jeier, Jutta Laroche, Reinhard Marheinecke, Iris Wörner und Thomas Ostwald alias Tomos Forrest. 2017, anlässlich des 175. Geburtstags Karl Mays, widmete das Karl-May-Haus den Fortsetzern eine Sonderausstellung.
Im Jahr 2000 wurde ein bereits 1955 geschriebenes Hörspiel von den damals führenden Comedians, geleitet von Jürgen von der Lippe, unter dem Titel „Ja uff erstmal“ neu aufgenommen und in einer langen WDR-Nacht erstmals ausgestrahlt. Nach der positiven Resonanz wurde diese Parodie auch als Hörspiel herausgegeben.
2001 erschien der Kinofilm Der Schuh des Manitu von Michael Herbig alias „Bully“, der als einer der erfolgreichsten deutschen Filme seit dem Zweiten Weltkrieg gilt. Er parodiert weniger die Bücher als vielmehr die Verfilmungen mit Pierre Brice und Lex Barker und basiert auf der ähnlichen Parodie in seiner Comedyshow Bullyparade.
2004 veröffentlichte Roger Willemsen mit Ein Schuss, ein Schrei – das Meiste von Karl May eine parodistische Verarbeitung von Karl-May-Stoffen in Reimform. In 23 Gedichten erzählt er dabei 23 Romane Karl Mays nach.

### Gedenken und Ehrungen
Ab 1929 wurde die ehemalige Bahnstraße in Hohenstein-Ernstthal in Karl-May-Straße umbenannt (1929 wurde zunächst ein Teil umbenannt; 1932 sowie 1935 dann weitere Teile). Der Name blieb auch zu DDR-Zeiten erhalten. Am 25. Februar 1992 wurde zum 150. Geburtstag des Dichters auf dem Neumarkt in Hohenstein-Ernstthal eine Karl-May-Büste des Berliner Bildhauers Wilfried Fitzenreiter mit einer Feierstunde unter großer öffentlicher Beteiligung enthüllt. In Hohenstein-Ernstthal sind alle erhaltenen May-Stätten mit Erinnerungsplaketten versehen. Außerhalb der Stadt liegt die Karl-May-Höhle, in der May während des Jahres 1869 zeitweise Unterschlupf fand. Das im Jahr 2007 umbenannte Grundschulzentrum der Stadt Hohenstein-Ernstthal trägt den Namen Karl-May-Grundschule. Sie ist damit deutschlandweit die einzige Schule mit Karl May als Namenspatron.
Von 1932 bis 1945 sowie erneut seit 1985 heißt die Straße in Radebeul, in der May zuletzt wohnte und in der auch seine Villa Shatterhand liegt, ihm zu Ehren Karl-May-Straße.

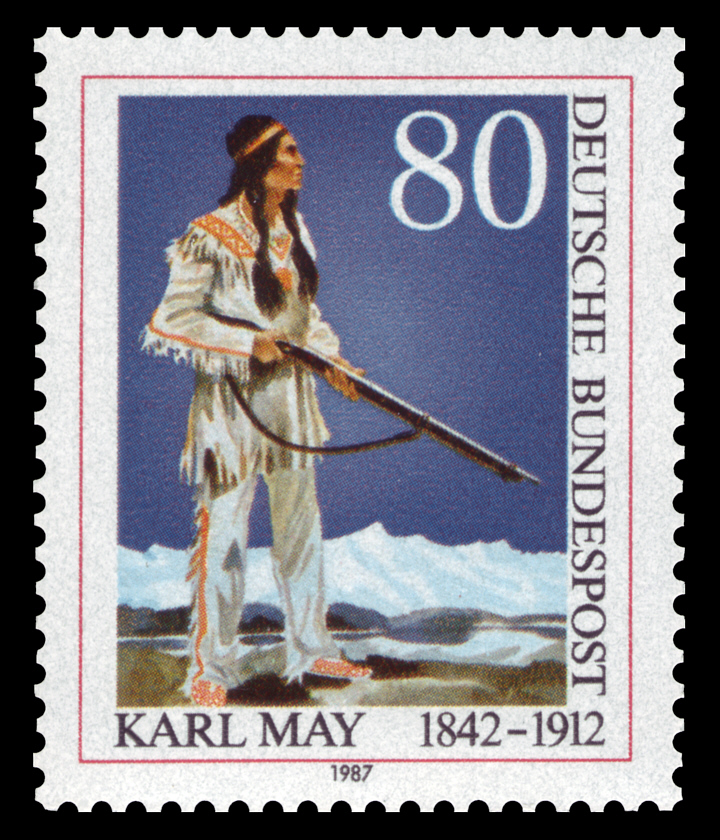
Winnetou auf einer Briefmarke der Deutschen Bundespost (1987)

1987 gab die Deutsche Bundespost aus Anlass seines 75. Todestages eine Briefmarke mit Winnetou, einer seiner berühmtesten Figuren, heraus.
Heinz-Albert Heindrichs nennt sein Lautgedicht ay aus seinem Gedichtband Die Nonnensense in einer Anmerkung ausdrücklich eine „hommage a karl may“. Der Name des Dichters, sein Wohnort und seine Figuren werden in verkürzter Form dargeboten: „arl ay“, „rara debe ul.“, „I shattrnd“ usw.
Am 13. Oktober 2000 wurde der 1990 entdeckte Asteroid (15728) Karlmay nach ihm benannt.
Außerhalb der Museen um Karl May werden ebenfalls diverse Ausstellungen zu dessen Leben, Werk und Wirkung gezeigt. Die erste soll 1935 in Wien stattgefunden haben und zahlreiche weitere folgten. Eine der jüngeren, größeren Ausstellungen fand unter dem Titel „Karl May – Imaginäre Reisen“ im Deutschen Historischen Museum Berlin 2007/08 statt. Auch außerhalb des deutschsprachigen Raumes wurden Ausstellungen gezeigt. So eröffnete in der Westernstadt Tombstone (Arizona, USA) anlässlich des 100. Todestages von Karl May für ein Jahr eine Ausstellung, auch mit Exponaten aus Radebeul, über das Leben des deutschen Schriftstellers und seine Sichtweise auf die amerikanischen Ureinwohner. Es handelt sich um eine aktualisierte Version einer Ausstellung, die an gleicher Stelle bereits 2009 gezeigt worden war.

## Rezeptionsgeschichte

### Rezeption von 1913 bis 1933
Die Karl-May-Rezeption von 1913 bis 1933 ist geprägt von den rufschädigenden Nachwirkungen der Prozesse Karl Mays, der Gründung des Karl-May-Verlages (KMV) und dem Erscheinen der Gesammelten Werke sowie der immer wieder aufflammenden Kritik an der angeblich jugendgefährdenden „Schundliteratur“ Karl Mays.
Die zwanziger Jahre brachten aber auch eine gewisse Beruhigung im Karl-May-Streit. Vor allem dank der Bemühungen des KMV war es gelungen, das Ansehen Karl Mays als Schriftsteller in der Öffentlichkeit wieder in ein einigermaßen positives Bild zu setzen. Das drückte sich natürlich auch in einem Anstieg der Auflagenzahlen der Gesammelten Werke aus, von 1,6 Mio. Bänden (1913) stieg die Zahl auf 4,3 Mio. (1926).
Der KMV hatte in diesen Jahren die Reihe der Gesammelten Werke schon beträchtlich erweitert. Vor allem die einst umstrittenen Münchmeyer-Romane und andere Frühwerke Mays wurden in teils erheblicher Bearbeitung der Reihe angegliedert. Die Bearbeitungspraxis des KMV ist allerdings bis heute sehr umstritten.

### Rezeption von 1933 bis 1945
Die Karl-May-Rezeption von 1933 bis 1945 war eine schwierige, zweischneidige Angelegenheit. Persönliche Verehrung Karl Mays auf der einen Seite – ideologische Anpassungsprobleme, Missbrauch und Bearbeitung seiner Schriften auf der anderen Seite.
Für den Karl-May-Verlag war es eine erfolgreiche Zeit: Der Absatz der May-Bände stieg auf 9,3 Millionen (1945).
Einen wesentlichen Anteil an der steigenden Popularität der Werke Mays hatten die Karl-May-Festspiele, die seit 1938 auf der Felsenbühne Rathen in der Sächsischen Schweiz mit großem Erfolg stattfanden.
Das harsche Urteil Klaus Manns, 1940 im amerikanischen Exil geäußert, das Dritte Reich sei Karl Mays endgültiger Triumph, „die entsetzliche Realisierung seiner Träume“, wird heute so nicht mehr geteilt. Der Literaturwissenschaftler Gunter Scholdt glaubt eher, nicht Mays Einfluss auf Hitler, sondern im Gegenteil sein zu geringer Einfluss sei „das eigentlich Fatale!“ gewesen.

### Rezeption seit 1945
Die Karl-May-Rezeption seit 1945 ist geprägt von wichtigen verlegerischen Entscheidungen zur Verbreitung der Schriften Karl Mays auch in modernen Zeiten und von der Entdeckung neuer Medien wie Radio, Kino, Fernsehen und Internet. Als bedeutsam erweisen sich die vielerorts stattfindenden Karl-May-Festspiele und Karl-May-Feste. Trotz abnehmender Lektüre der May-Schriften blieben die Karl-May-Figuren doch kulturell prägend.

### Rezeption in der DDR
In der DDR wurden Karl Mays Bücher lange Zeit nicht gedruckt, da er ein „Vorreiter faschistischer Gesinnung gewesen“ sei. Trotzdem wurde Karl May nicht grundsätzlich aus den literarischen Werken der DDR verbannt. Gerade seine Gedichte und Aphorismen erschienen immer wieder in den unterschiedlichsten Publikationen. Dazu erschienen heimatgeschichtliche Abhandlungen, auf der Basis von Forschungen, welche Bezug auf das Leben Karl Mays und seiner Familie nahmen. Kulturpolitische Debatten führten dazu, dass Winnetou 1982 schließlich gedruckt wurde. Das Schriftsteller-Lexikon des Bibliographischen Institutes Leipzig (Redaktionsschluss 1987) äußerte sich kritisch zum literarischen Niveau der Werke Karl Mays, hob jedoch hervor, dass Karl Mays „Helden (...) christlich motivierte Nächstenliebe, Mut und Gerechtigkeit sowie Friedensliebe und Sympathie für Unterdrückte [demonstrierten]“.

## Karl-May-Institutionen

### Karl-May-Stiftung
Testamentarisch setzte Karl May seine zweite Ehefrau Klara als Universalerbin mit der Auflage ein, dass bei ihrem Tode sein gesamter Besitz und die weiteren Einkünfte seiner Werke einer Stiftung zufallen, die mittellose begabte Menschen für ihre Ausbildung und unverschuldet in Not geratene Schriftsteller, Journalisten und Redakteure unterstützen solle. Diese Stiftung wurde bereits ein Jahr nach Mays Tod am 5. März 1913 eingerichtet. Zuwendungen erfolgten seit 1917. Durch Erbverträge und Testamente Klara Mays fiel schließlich der gesamte Nachlass von Karl und Klara May an die Karl-May-Stiftung mit der Maßgabe, die Villa „Shatterhand“, die Liegenschaften und Sammlungen zu einem Karl-May-Museum auszubauen (die Gründung erfolgte noch zu Klara Mays Lebzeiten) und das Grabmal zu pflegen.
1960 erfolgte die Trennung vom Karl-May-Verlag, an dem die Stiftung zu zwei Dritteln beteiligt war, wobei Teile des Nachlasses an diesen übergingen.
Seit 2020 sind Volkmar Kunze, ehemaliger Radebeuler Oberbürgermeister, der Vorsitzende und Jörg Müller, derzeitiger Radebeuler Erster Bürgermeister, der stellvertretende Vorsitzende der Karl-May-Stiftung, hinzukommen die Museologin Léontine Meijer-van Mensch, die Direktorin der Staatlichen Ethnographischen Sammlungen Sachsen, zu denen auch das Museum für Völkerkunde zu Leipzig in Leipzig gehört. Weiterer Vorstand ist Thomas Grübner, Geschäftsführer der Elbe-Leasing in Dresden, der als langjähriges juristisches und kaufmännisches Mitglied für Kontinuität insbesondere im Sinne der Mitarbeiter steht.

### Karl-May-Verlag
Am 1. Juli 1913 gründeten Klara May, Friedrich Ernst Fehsenfeld (Mays Hausverleger) und der Jurist Euchar Albrecht Schmid den „Stiftungs-Verlag Fehsenfeld & Co.“ in Radebeul, der ab 1915 den Namen „Karl-May-Verlag“ (KMV) trug. Ihnen gelang es, alle Rechtsstreitigkeiten (u. a. wegen der Kolportageromane) beizulegen und die Rechte an in anderen Verlagen erschienenen Werken zu erwerben. Die existierende Reihe der Gesammelten Reiseerzählungen wurde um Überarbeitungen dieser Texte erweitert und in Gesammelte Werke umbenannt. Zu den weiteren Zielen des KMV gehörte Mays Rehabilitierung gegenüber Literaturwissenschaft und Kritik sowie die Förderung der Karl-May-Stiftung.
Nach dem vertraglichen Ausscheiden Fehsenfelds 1921 und der Trennung von der Karl-May-Stiftung (als Klara Mays Erbin) 1960 liegt der KMV in den Händen der Familie Schmid. Auf Grund des Verhältnisses der Behörden in der SBZ und der DDR zu Karl May siedelte der KMV 1959 nach Bamberg über, ist aber seit 1996 auch wieder in Radebeul vertreten. Mit Ablauf der urheberrechtlichen Schutzfrist 1963 verlor der KMV seine Monopolstellung. Es folgte eine forcierte Kommerzialisierung Mays. Der Name Karl May ist eingetragenes Warenzeichen der „Karl May Verwaltungs- und Vertriebs-GmbH“ des KMV.

### Museen

#### Radebeul

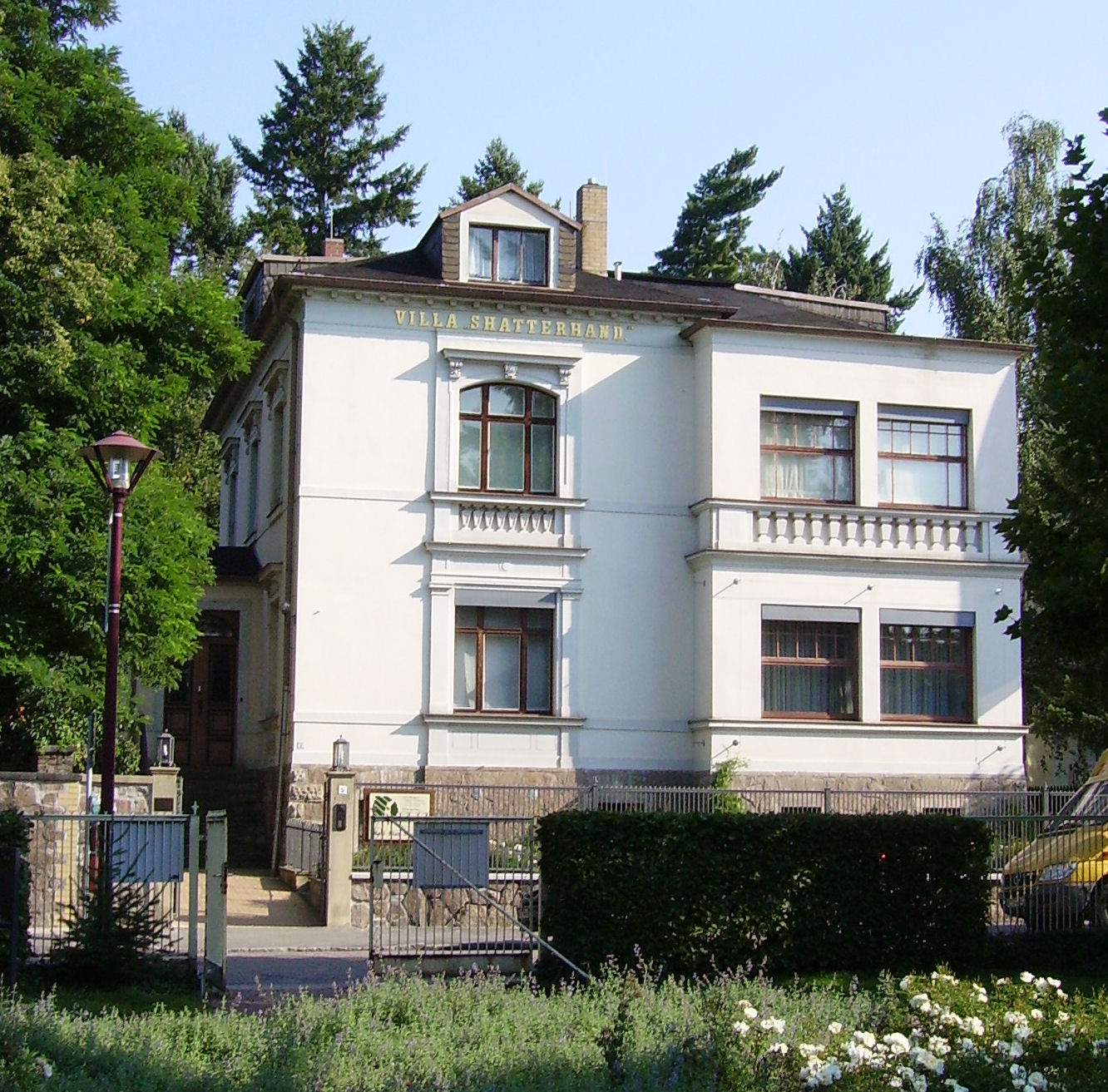
„Villa Shatterhand“

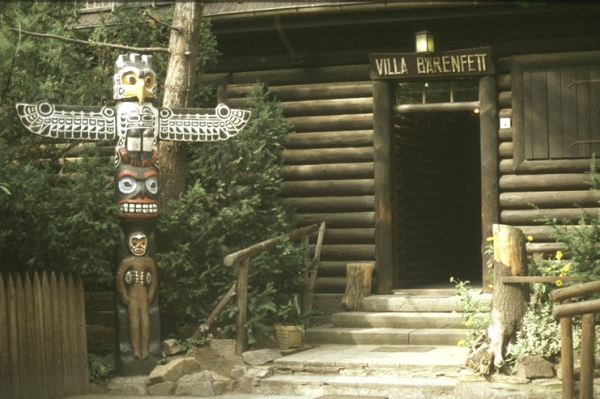
„Villa Bärenfett“

In Radebeul wurde am 1. Dezember 1928 in der „Villa Bärenfett“ ein Karl-May-Museum eröffnet, seit 1985 wird auch Karl Mays Wohnhaus „Villa Shatterhand“ für das Museum genutzt. Neben Mays erhaltener Bibliothek, die auf Antrag zu Forschungszwecken genutzt werden kann, sind auch original wieder hergerichtete Räume Teil der Ausstellung. Unter anderem sind auch die Nachbauten der Waffen „Henrystutzen“, „Bärentöter“ und „Silberbüchse“ sowie eine Büste von Winnetou ausgestellt.
In der am hinteren Ende des Gartens stehenden „Villa Bärenfett“ (errichtet vom Radebeuler Architekten Max Czopka) ist heute ein Indianermuseum zur Geschichte und zum Leben der nordamerikanischen Indianer untergebracht. Der Grundstock der Indianer-Sammlung wurde von Karl May selbst gelegt und durch seine Witwe Klara May ergänzt. Der größte und bedeutsamste Teil stammt von Patty Frank (eigentlich Ernst Tobis), der seine vollständige Sammlung zur Verfügung stellte, im Gegenzug Kustos des Museums wurde und in der Villa Bärenfett kostenfrei bis zu seinem Tode wohnen durfte. Das „Kaminzimmer“ der Villa Bärenfett dient auch als Veranstaltungsort.

#### Hohenstein-Ernstthal
In Hohenstein-Ernstthal befindet sich das unter Denkmalschutz stehende Karl-May-Haus, in dem Karl May am 25. Februar 1842 geboren wurde. An dem etwa 300 Jahre alten Weberhaus wurde 1929 eine Erinnerungstafel für den berühmtesten Sohn der Stadt angebracht. Im Zuge der May-Renaissance in der DDR wurde es 1985 Gedenkstätte und Museum in Trägerschaft der Stadtverwaltung. Seit 1993 wird es von dem Historiker André Neubert geleitet, dem ein Wissenschaftlicher Beirat unter dem Vorsitz von Hans-Dieter Steinmetz beratend zur Seite steht. Neben der Dauerausstellung zu Mays Biografie gibt es eine große Sammlung an fremdsprachigen Ausgaben und wieder hergerichtete Räume zu sehen, so eine Weberstube.
Zu dem Komplex gehört neben dem eigentlichen Geburtshaus auch eine Begegnungsstätte auf der gegenüberliegenden Straßenseite, in der jährlich zwischen dem 25. Februar und dem 30. März eine große Sonderausstellung und über das Jahr verteilt kleinere Ausstellungen gezeigt werden. Dort finden regelmäßig öffentliche Vorträge und die Tagungen des Wissenschaftlichen Beirats des Museums statt. Bestandteil der Ausstellung ist auch das erhaltene Arbeitszimmer von Werner Legère, dessen Nachlass im Karl-May-Haus aufbewahrt wird. Gegenüber dem Karl-May-Haus (und neben der Begegnungsstätte) existiert seit Sommer 2006 ein öffentlich zugängliches Lapidarium.

### Vereine
Bereits zu Mays Lebzeiten bildeten sich erste Vereinigungen, so in den 1890er Jahren die „Karl-May-Clubs“. Auch heute noch gibt es verschiedene Arbeits- oder Freundeskreise, die sich mit Karl May befassen und oft öffentlich mit Veranstaltungsreihen auftreten. Während die früheren Vereinigungen der May-Verehrung oder zur Abwehr von Angriffen auf May dienten, haben die späteren auch Forschungsabsichten. Vereine gibt es im Umfeld der beiden Museen (Förderverein Karl-May-Museum Radebeul; Förderverein Karl-May-Haus) und – ohne konkreten Bezugspunkt – in Wien, Cottbus, Leipzig, Stuttgart und Berlin. Auch im nichtdeutschsprachigen Raum sind Vereinigungen angesiedelt wie in den Niederlanden, in Australien und Indonesien.
Während viele dieser Vereine eigene Publikationen herausgeben (Der Beobachter an der Elbe, Karl-May-Haus Information, Wiener Karl-May-Brief, Karl May in Leipzig), besteht das Magazin Karl May & Co. unabhängig davon.
Der größte Verein ist die Karl-May-Gesellschaft mit knapp 1800 Mitgliedern. Sie wurde am 22. März 1969 gegründet. Ihr Ziel ist es, Mays Leben und Schaffen samt seiner Rezeptions- und Wirkungsgeschichte zu erforschen. Zudem sollen May und sein Werk einen angemessenen Platz in der Literaturgeschichte erhalten und in der Öffentlichkeit lebendig bleiben. Zu den verschiedenen Publikationen gehören das „Jahrbuch der Karl-May-Gesellschaft“ (seit 1970 jedes Jahr ein Band), die Mitteilungen und Sonderhefte der Karl-May-Gesellschaft, die KMG-Nachrichten sowie ein umfangreiches Reprintprogramm.

### Periodika
- Karl-May-Jahrbuch (diverse Hrsg.): 1918–1919, Schlesische Buchdruckerei S. Schottländer, Breslau 1918–1919; 1920–1933, Karl-May-Verlag, Radebeul 1919–1935; 1978–1979, Karl-May-Verlag, Bamberg 1978–1979; 1934–1936, Karl-May-Verlag, Bamberg / Radebeul 2008–2020. (Unvollständige Onlinefassung der Jahrbücher 1918–1933)
- Mitteilungen der Karl-May-Gesellschaft, seit 1969 (vierteljährlich), ISSN 0941-7842. (Unvollständige Onlinefassung)
- Jahrbuch der Karl-May-Gesellschaft, seit 1970 (jährlich), ISSN 0300-1989. (Unvollständige Onlinefassung)
- Magazin für Abenteuer-, Reise- und Unterhaltungsliteratur (bis Heft 11 Graff-Anzeiger), 1974–1993 (vierteljährlich), ISSN 0170-2556.
- KARL MAY & Co. · Das Karl-May-Magazin (bis Heft 50 Karl[-]May[-]Rundbrief), seit 1984 (vierteljährlich), ISSN 1434-0356.

### Biografien und Gesamtdarstellungen
- Christian Heermann: Winnetous Blutsbruder. Karl-May-Biografie. Zweite, überarbeitete und ergänzte Auflage. Karl-May-Verlag, Bamberg / Radebeul 2012, ISBN 978-3-7802-0161-4.
- Gerhard Klußmeier, Hainer Plaul: Karl May und seine Zeit. Bilder, Dokumente, Texte. Eine Bildbiographie. Karl-May-Verlag, Bamberg / Radebeul 2007, ISBN 978-3-7802-0181-2.
- Thomas Kramer: Karl May im Kreuzfeuer. EVA, Leipzig, 2023. ISBN 978-3-374-07422-8.
- Michael Petzel, Jürgen Wehnert: Das neue Lexikon rund um Karl May. Lexikon Imprint Verlag, Berlin 2002, ISBN 3-89602-509-0.
- Helmut Schmiedt: Karl May. Studien zu Leben, Werk und Wirkung eines Erfolgsschriftstellers. 3. Auflage. Athenäum Verlag, Frankfurt am Main 1992, ISBN 3-445-04774-X.
- Helmut Schmiedt: Karl May oder Die Macht der Phantasie. C.H. Beck Verlag, München 2011, ISBN 978-3-406-62116-1.
- Helmut Schmiedt: Werther trifft Winnetou : über Goethe und Karl May. Karl-May-Verlag, Bamberg 2024, ISBN 978-3-7802-0579-7.
- Dieter Sudhoff, Hans-Dieter Steinmetz (Hrsg.): Karl-May-Chronik. 5 Bände + Begleitbuch. Karl-May-Verlag, Bamberg 2005–2006, ISBN 3-7802-0170-4.
- Gert Ueding (Hrsg.): Karl-May-Handbuch. 2., erweiterte und bearbeitete Auflage. Königshausen & Neumann, Würzburg 2001, ISBN 3-8260-1813-3.
- Hermann Wohlgschaft: Karl May – Leben und Werk. 3 Bände. Bücherhaus, Bargfeld 2005, ISBN 3-930713-93-4. (Onlinefassung der Erstfassung u. d. T. Große Karl May Biographie von 1994)
- Hans Wollschläger: Karl May: Grundriß eines gebrochenen Lebens. 3. Auflage. Wallstein, Göttingen 2004, ISBN 3-89244-740-3.

### Werk
- Viktor Böhm: Karl May und das Geheimnis seines Erfolgs. 2., neu bearbeitete Auflage. Prisma-Verlag, Gütersloh 1979, ISBN 3-19-500374-0. (Onlinefassung)
- Wilhelm Brauneder: Karl May. Dichter – Themen – Umfeld. Karolinger Verlag, Wien/Leipzig 2022, ISBN 978-3-85418-210-8.
- Bernhard Kosciuszko (Hrsg.): Karl May Figurenlexikon. Dritte, verbesserte und ergänzte Auflage. Schwarzkopf & Schwarzkopf Verlag, Berlin 2000, ISBN 3-89602-244-X. (Onlinefassung der Zweitauflage u. d. T. Großes Karl May Figurenlexikon von 1996)
- Hartmut Kühne, Christoph F. Lorenz (Hrsg.): Karl May und die Musik. Karl-May-Verlag, Bamberg / Radebeul 1999, ISBN 3-7802-0154-2.
- Holger Kuße (Hrsg.): Karl Mays Friedenswege. Sein Werk zwischen Völkerstereotyp und Pazifismus. Karl-May-Verlag, Bamberg / Radebeul 2013, ISBN 978-3-7802-0198-0.
- Helmut Lieblang, Bernhard Kosciuszko (Hrsg.): Geografisches Lexikon zu Karl May. Bislang 3 Teile in 5 Bänden (Afrika / Asien – Ozeanien / Amerika). Hansa Verlag, Husum 2013–2021.
- Christoph F. Lorenz (Hrsg.): Zwischen Himmel und Hölle. Karl May und die Religion. 2., ergänzte Auflage. Karl-May-Verlag, Bamberg / Radebeul 2013, ISBN 978-3-7802-0165-2.
- Katharina Maier: Nscho-tschi und ihre Schwestern. Frauengestalten im Werk Karl Mays. Karl-May-Verlag, Bamberg / Radebeul 2012, ISBN 978-3-7802-0193-5.
- Hainer Plaul: Illustrierte Karl-May-Bibliographie. Unter Mitwirkung von Gerhard Klußmeier. Saur, München / London / New York / Paris 1989, ISBN 3-598-07258-9.
- Dieter Sudhoff, Hartmut Vollmer (Hrsg.): Karl-May-Studien. 10 Bände. Igel Verlag, Oldenburg 1991–2007.
- Werkspezifische Informationen finden sich in den Einleitungen/Vorworten der Reprints der Karl-May-Gesellschaft (Hamburg 1976–2012, Onlinefassungen), in den von Roland Schmid zusammengestellten Anhängen der Reprint-Reihe Freiburger Erstausgaben (Karl-May-Verlag, Bamberg 1982–1991) und in den Editorischen Berichten der historisch-kritischen Ausgabe Karl Mays Werke (diverse Verlage, seit 1987).
- Georg Scheibelreiter: Häuptlinge und Scheiks. Die Figuren in Karl Mays Reise- und Jugenderzählungen, Böhlau Verlag, Wien 2022, ISBN 978-3-205-21365-9.

### Adaptionen
- Nicolas Finke, Reinhard Marheinecke: Karl May auf der Bühne. Bislang 3 Bände. Karl-May-Verlag, Bamberg / Radebeul 2021–2023.
- Wolfgang Hermesmeier, Stefan Schmatz: Traumwelten. Bilder zum Werk Karl Mays. 3 Bände (Band III ohne Hermesmeier). Karl-May-Verlag, Bamberg / Radebeul 2004–2010.
- Jörg Kastner: Das grosse Karl-May-Buch. 2. Auflage. Bastei Lübbe, Bergisch Gladbach 1992, ISBN 3-404-28206-X.
- Michael Petzel: Karl-May-Filmbuch. 2. Auflage. Karl-May-Verlag, Bamberg 1999, ISBN 978-3-7802-0153-9.

### Zum literarischen Werk
- Karl-May-Gesellschaft e. V. Literatur der KMG, Biografie, Bibliografie der Sekundärliteratur, Figurenlexikon und Werke im Volltext
- Bibliografische Datenbank für alle Ausgaben nach 1963.
- Karl-May-Bibliografie von Wolfgang Hermesmeier

### Institutionen
- Karl-May-Stiftung
- Karl-May-Verlag
- Karl-May-Museum in Radebeul
- Karl-May-Haus Hohenstein-Ernstthal (Museum)
- Karl-May-Gesellschaft e. V.
- Überblick über weitere Vereine mit Schwerpunkt Karl May

### Adaptionen
- Übersicht über die Karl-May-Filme
- Datenbank für Karl-May-Hörspiele und -Hörbücher

### Sonstiges
- Gemeinfreie Noten von Karl May in der Choral Public Domain Library – ChoralWiki (englisch)
- Noten und Audiodateien von Karl May im International Music Score Library Project